# Ordelaffo Falier

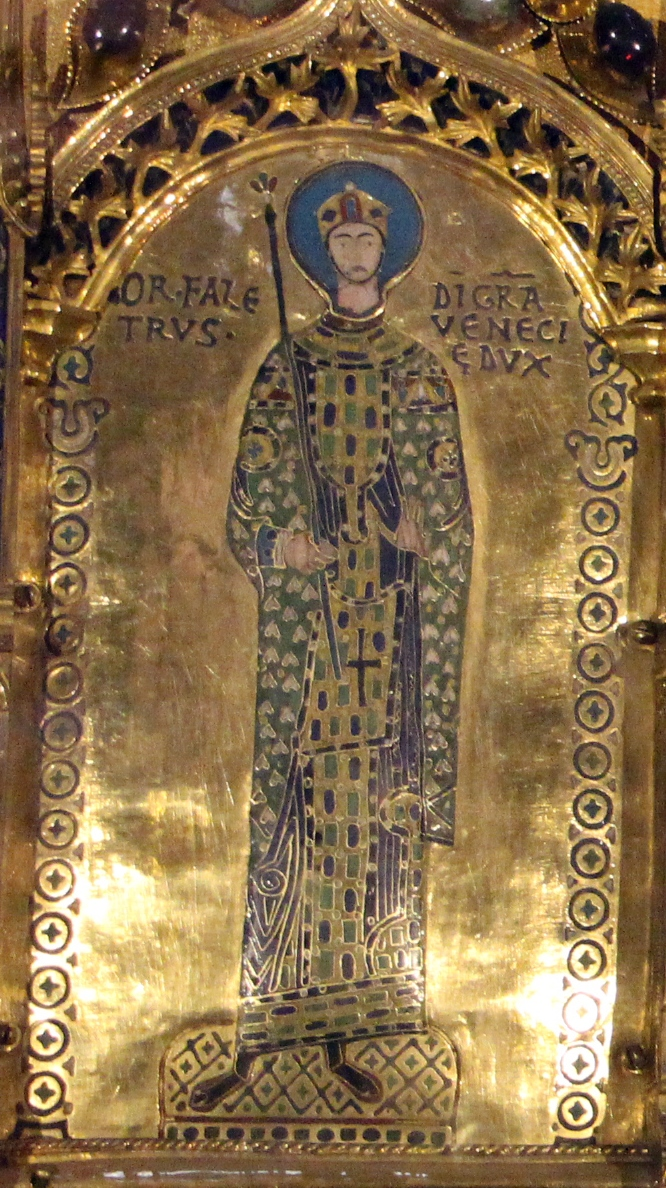
Die Darstellung des Dogen Ordelaffo Falier an der Pala d’oro in der Markuskirche mit der Inschrift „OR^{.}FALE/TRUS“ und „DEI GRATIA / VENECI/E DUX“. Er war es, der die Erweiterung des Altarbildes im 12. Jahrhundert in Auftrag gab.

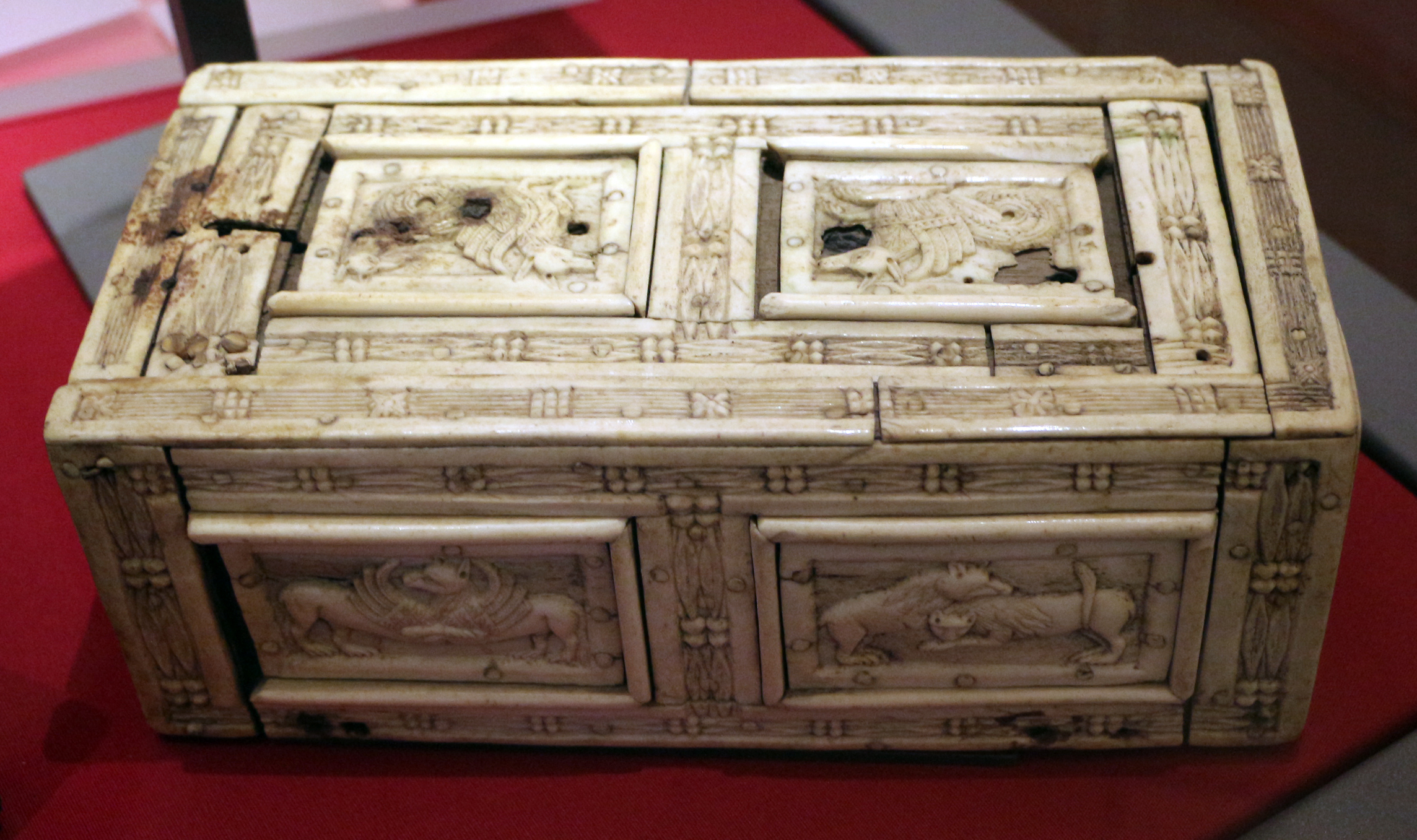
Elfenbeinkästchen mit zoomorphen Motiven, Venedig, 1100–1150

Ordelaffo Falier (* in den 1070er Jahren, wahrscheinlich in Venedig (?); † 1117 oder 1118 bei Zara), auch Faliero, Faletro, er selbst schrieb faledro, regierte von 1102 bis zu seinem Tod als Doge von Venedig. Nach der historiographischen Tradition, wie die staatlich gesteuerte Geschichtsschreibung Venedigs genannt wird, war er der 34. Doge.
Seine Regierungszeit war von zahlreichen Naturkatastrophen und von schweren Konflikten mit den Nachbarstädten gekennzeichnet. Das Verhältnis zum römisch-deutschen Herrscher Heinrich V. war allerdings gut. Der seit langer Zeit üblichen Verlängerung der Handelsverträge stimmte er zu, und 1116 besuchte der Kaiser die Stadt.
Als 1102 eine Personalunion Ungarn und Kroatien verband, ließ der ungarische König mehrere Städte in Dalmatien besetzen. Der Doge kam bei einer Schlacht, in der der lange schwärende Konflikt endgültig gelöst werden sollte, bei Zara ums Leben.

## Name, Herkunft und Familie
Ordelaffo selbst unterschrieb eine Urkunde mit dem Palindrom ordelaf faledro, man konnte den Namen also vorwärts und rückwärts lesen, und er hängte unmittelbar dodoni an.
Ordelaffo Falier war, folgt man der Chronik des Andrea Dandolo und der Origo civitatum, der Sohn des Dogen Vitale Falier, der das Amt von 1084 bis 1096 bekleidet hatte und in dessen Regierungszeit die verschollenen Gebeine des hl. Markus, des Stadtpatrons, angeblich auf wunderbare Weise wiedergefunden worden waren. Wahrscheinlich wurde Ordelaffo in Venedig geboren, etwa in den 1070er Jahren. Wie sein Vater wurde er mit Dedoni oder Deodoni benannt, wobei es sich womöglich um einen Zweig der großen Falier-Familie handelte.
Die Chronisten bemängelten, dass Falier seine Verwandtschaft in hohe geistliche und weltliche Ämter brachte. So wurde eine Maria Falier Äbtissin von San Zaccaria, des bedeutendsten Nonnenklosters der Stadt, ein Faletro Falier wurde Abt des Klosters Ss. Trinità e di S. Michele von Brondolo. Ein Giovanni und ein Domenico wurden vom Dogen 1107 und 1112 zu iudices erhoben. Unter den Gesandten am Hof Heinrichs V. befand sich ein anderer Vitale Falier, den der Kaiser als consobrinus des Dogen bezeichnete.
Mindestens zehn Jahre überlebte den Dogen seine Frau Matelda. Nach unsicheren Quellen war sie mit den Este verwandt, oder aber sie entstammte dem Haus Balduins, des Königs von Jerusalem. Die Höhe ihrer Mitgift lag bei 8000 Libra, was auf eine überaus vermögende Abkunft hindeutet. Sie hatte wahrscheinlich zwei Söhne, nämlich Bonifacio, vielleicht jener Bonifacio Falier, Kaplan von S. Marco, der später Bischof von Castello wurde, sowie Vitale, der als Gesandter am ungarischen Hof tätig war.

## Das Dogenamt
Die Regierungszeiten der Dogen der Zeit um 1100 lassen sich nur anhand der Angaben der Chronisten über die Dauer ihrer jeweiligen Herrschaft errechnen, woraus sich eine gewisse Unsicherheit ergibt. Wenn man etwa akzeptiert, dass der Vater Ordelaffos, der Doge Vitale Falier, im Dezember 1095 und nicht 1096 starb, und dass sein Nachfolger Vitale Michiel I. dementsprechend Ende 1095 oder Anfang 1096 gewählt wurde, folge daraus, dass Ordelaffo Falier erst 1110 Doge geworden sein konnte, nicht 1102.

### Naturkatastrophen

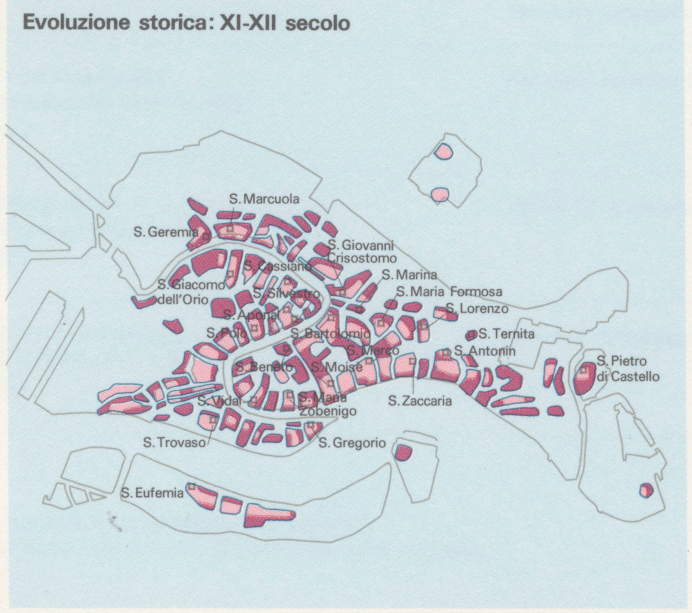
Karte der Inseln Venedigs im 11./12. Jahrhundert

Faliers Regierungszeit, den die Quellen als „iuvenis“ bezeichnen, als ‚jung‘, war von Katastrophen aller Art geprägt. Dazu zählten ausgedehnte Stadtbrände, wie etwa im Januar und im April 1105 (oder 1106).
1117, vielleicht abermals 1118, erfolgte ein Erdbeben, doch viel gravierender war die Springflut, die 1110 Metamaucum, unweit des heutigen Malamocco zerstörte. Dabei war Malamocco-Methamaucum, das alte Zentrum der Lagune von Venedig, bereits in den Vorjahren von schweren Überschwemmungen und Stürmen getroffen worden. Ab 1108 musste das Cipriano-Kloster von dort nach Murano umziehen, und das Nonnenkloster S. Basso e Leone Confessore, gleichfalls in Metamaucum, zog auf die Insel San Servolo um. Im selben Jahr wurde die Bischofskirche S. Felice e Fortunato – und damit am 10. April 1110 der Bischofssitz – von Metamaucum nach Chioggia verlegt. Am 3. Januar 1117 beschädigte das Erdbeben von Verona zahlreiche Häuser auf Rialto.

### Konflikte in Oberitalien, Bau des Arsenals

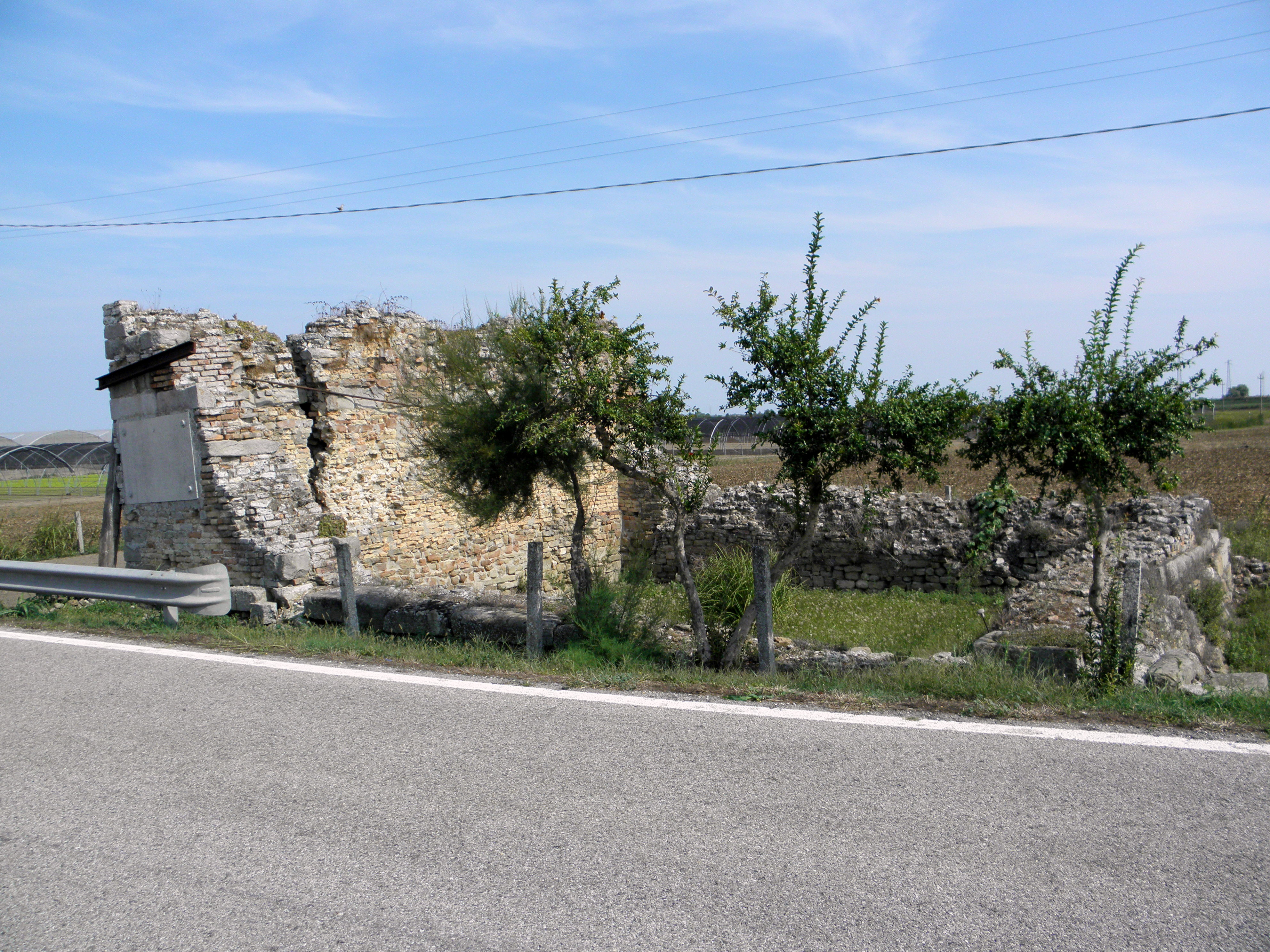
Die Überreste des Torre delle Bebbe an der südlichen Lagune, fotografiert im Jahr 2011

Auch kam es mit den Nachbarn der Lagune zu schweren Konflikten. Der Bischof von Treviso ließ im Mai 1107 das Kloster S. Ilario am Rande der Lagune zerstören, Padua widersetzte sich den Umleitungsarbeiten am Brenta, wobei es zu einer Schlacht an diesem Fluss kam, die, wie es scheint, von Venedig gewonnen worden ist. Angeblich fand die Schlacht beim Torre delle Bebbe südlich der Lagune statt; die Venezianer machten 507 Gefangene. Es heißt, Heinrich V. habe diesen Auseinandersetzungen Einhalt geboten. Ebenso kam es zu Konflikten mit Ravenna. Nur mit Verona gelang der Abschluss eines Handelsvertrages und einer Militärallianz.
Eine folgenreiche Entscheidung Faliers war der Beschluss zum Bau des Arsenals im Stadtteil Castello, mit dem eine wesentliche Grundlage für die Expansion Venedigs ins Mittelmeer und für seine Position als erste Seemacht Europas gelegt wurde, ebenso wie für eine stark anwachsende Schiffbauindustrie. 1104 wurde das Arsenal von einer Mauer umringt.

### Verhältnis zu Normannen, dem Römisch-deutschen Reich, Ungarn
Als 1108 die Normannen unter Bohemund, dem Sohn Robert Guiscards, einen neuen Angriff gegen Byzanz begannen, gefährdeten sie damit, wie schon von 1081 bis 1085, die freie Schifffahrt in der Adria, die für Venedig von zentraler Bedeutung war. Trotz der enormen Probleme, die sich auftürmten, gelang es Venedig eine hinreichende Flotte auszustatten, was Bohemund wenig später zur Kapitulation zwang.

Gesamtansicht der Pala d’oro: Der Doge befindet sich unten in der Mitte unterhalb des Pantokrators. Rechts neben dem Dogen befindet sich Maria, neben dieser wiederum Kaiserin Irene. Das heutige Bild des Falier, so eine Annahme, habe ursprünglich passend zu Irene den Kaiser Johannes Komnenos dargestellt. Dagegen spricht allerdings, dass der beigefügte Name keinerlei Überarbeitungsspuren aufweist, der Doge zudem nicht die sonst üblichen, kaiserlichen roten Schuhe trägt, sondern schwarze. Ersetzt wurde allerdings zum einen der Kopf, der erkennbar zu klein ist, zum anderen der Nimbus. Diese Überarbeitung könnte 1209 stattgefunden haben, um dem Dogen ein kaiserliches Erscheinungsbild zu geben. Dies würde in die Überarbeitung der venezianischen Geschichte im Gefolge des Dogen Enrico Dandolo und des Vierten Kreuzzugs passen.

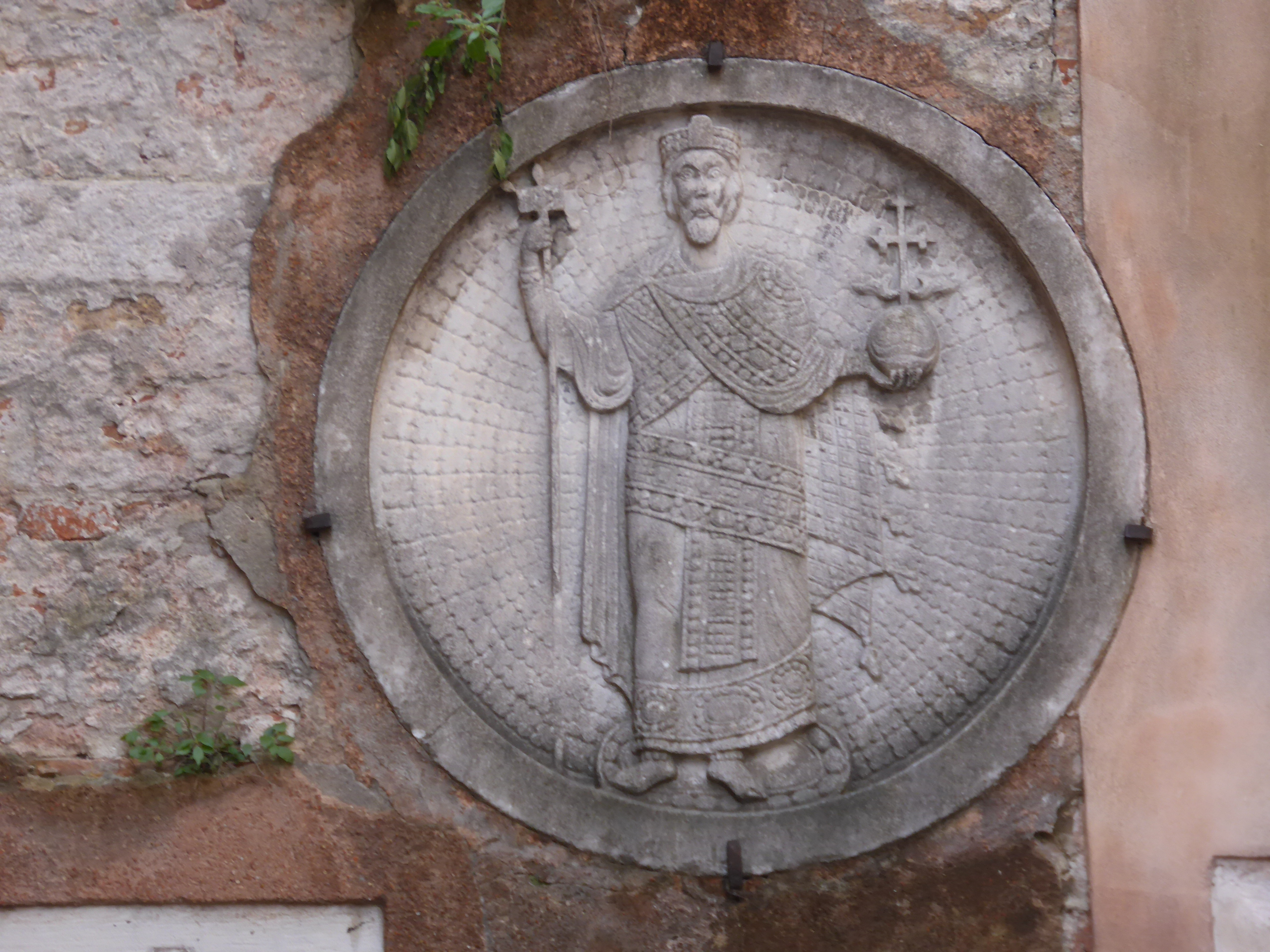
Kaiser Alexios I. Komnenos (?), Marmor-Rundrelief am Campiello del Angaran, um 1100

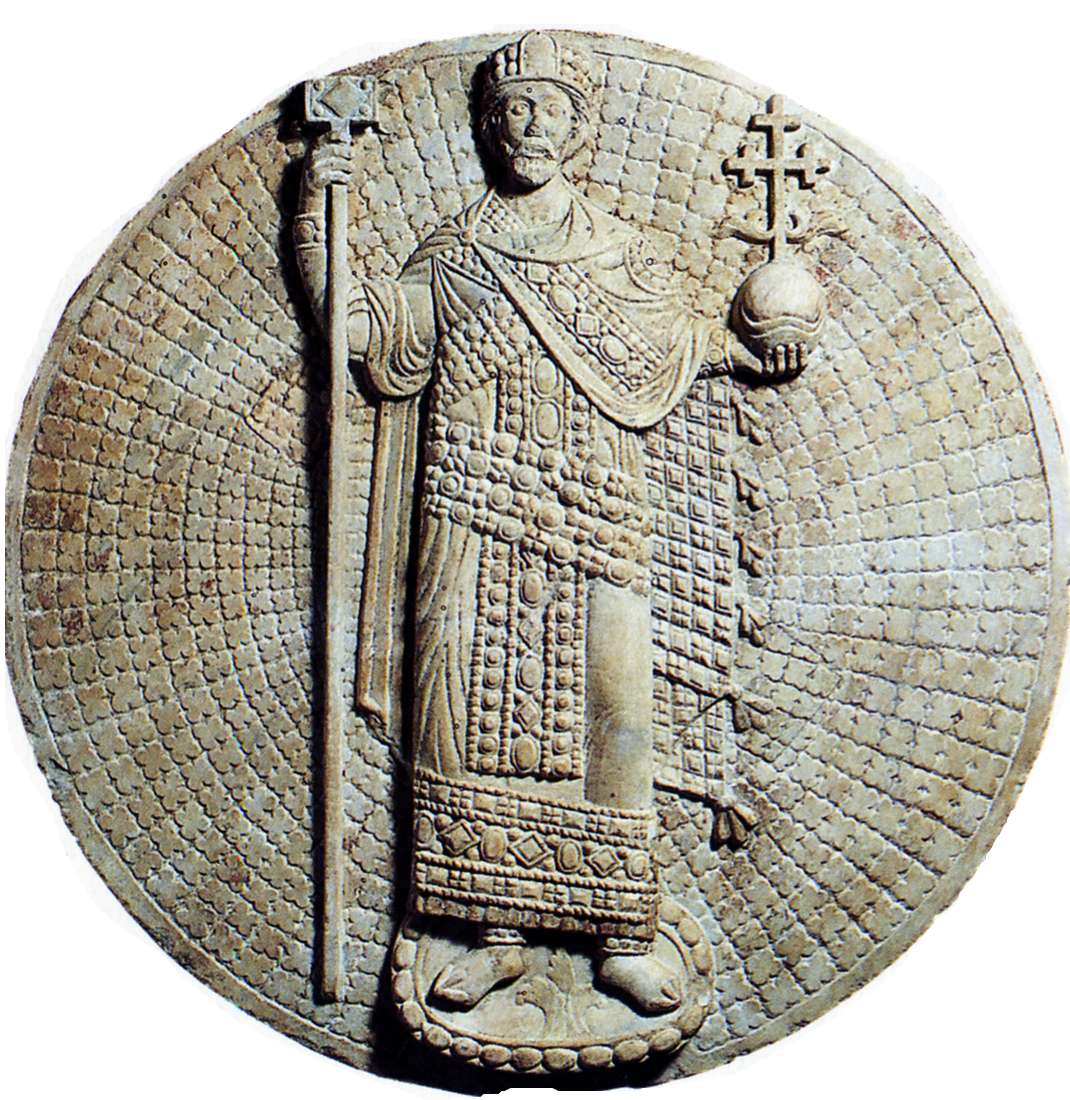
Kaiser Johannes II. Komnenos, Marmor-Rundrelief, ebenfalls Durchmesser: 90 cm; Byzantinische Kollektion, Dumbarton Oaks, Washington

In gutem Einvernehmen scheint Venedig unter Falier mit dem Römisch-deutschen Reich gestanden zu haben, mit dem es am 20. Mai 1111 zu einer Erneuerung der alten Privilegien kam. Damit wurden auch die Ansprüche einiger Bischöfe des Festlands zurückgewiesen. Kaiser Heinrich V. kam 1116 selbst nach Venedig. Stadt und Doge feierten diesen Besuch, bei dem der Kaiser Privilegien für die Klöster San Giorgio Maggiore und San Zaccaria erteilte, mit großem Aufwand.
Außenpolitisch ging Falier zudem zielstrebig das Projekt der Wiedereroberung Dalmatiens an, wo sich die Ungarn seit 1100 festgesetzt hatten. Dabei waren die dalmatinischen Häfen wichtige Stützpunkte für die Flotte und konnten den Kaufleuten als Handelsbasis dienen. In einem der Kämpfe gegen die konkurrierenden Ungarn fiel Falier in der Schlacht von Zadar.
Für San Marco, wo schon die Reliquien des Evangelisten Markus aufbewahrt wurden, wurden weitere Reliquien erworben – neben den Gebeinen des Heiligen Stephan auch ein Splitter aus dem Kreuz Christi –, die insgesamt die Stadt Venedig als Ziel von Pilgerfahrten noch anziehender machten. Ein Teil der ältesten Mosaiken, so etwa die Figuren der Heiligen in der Apsis, dann zumindest eines der Bronzeportale des Atriums wurden unter Ordelaffo Falier ausgeführt. Auch der Auftrag, die berühmte Pala d’oro in Byzanz zu schaffen, erfolgte in dieser Zeit, nach Andrea Dandolo im Jahr 1105. Möglicherweise handelt es sich aber auch um ein Geschenk des byzantinischen Kaisers Alexios I. an den Verbündeten. An dem Kunstwerk lässt sich ein Porträt identifizieren, das Falier mit der Aureole, dazu Namen und Titel angibt. Unklar ist, ob es sich um ein zeitgenössisches, originales Werk handelt, und wenn, ob es überarbeitet und verändert worden ist, oder ob es überhaupt erst 1209 angefertigt wurde, als der Doge Pietro Ziani und Angelo Falier, Prokurator von S. Marco und Nachkomme des Ordelaffo Falier, die Pala vergrößern und umgestalten ließen.
1112 wurde auf Initiative des Dogen ein öffentliches Gelände an die Familie Basilio (Baseggio) für 2000 libra verkauft. Dieses Grundstück befand sich nahe der Kirche San Bartolomeo, wo sich zeitweise die Zecca befand. Mit der besagten Summe beglich die Stadt ihre Schulden bei einem Bürger und ermöglichte mit dem Rest dem Patriarchen von Grado die Ausstattung einer Legation nach Konstantinopel. Auch wurde eine Flotte, vermutlich für die Rückeroberung Dalmatiens, aufgelegt.
Dalmatien stellte eines der gewichtigsten Problemfelder des Dogats dar. Seit der Personalunion zwischen Ungarn und Kroatien, also seit 1102, intervenierte dort der ungarische König. Er unterstellte seiner Herrschaft die Städte zwischen Spalato und Zara sowie die dortigen Inseln. Aufgrund der genannten Massierung von enormen Problemen sah sich Venedig nicht in der Lage, darauf zu reagieren. So verzichtete Ordelaffo Falier auf den Titel eines Dux Chroatiae, zumindest erscheint dieser Titel in keiner seiner Urkunden. Erst 1115 konnte nach Überwindung der wesentlichen Konflikte eine Offensive beginnen. Diese führte der Doge persönlich und mit Erfolg, so dass Venedig wieder uneingeschränkt die Adria beherrschte. Doch unter seinen Nachfolgern entglitt Venedig die Kontrolle über Dalmatien abermals.

### Tod nahe Zara
Wohl in einer der dortigen Schlachten kam der Doge nahe Zara ums Leben. Aufgrund der verschiedenen Angaben über die Herrschaftsdauer, die die zeitlich nächsten Quellen bieten, ist das Jahr seines Todes nicht mit Sicherheit zu bestimmen. So herrschte er nach der Origo civitatum 15 Jahre lang, während Marin Sanudo ihm 15 Jahre, 6 Monate und 13 Tage zumisst. So dürfte er 1117 oder spätestens 1118 ums Leben gekommen sein. Zunächst wurde sein Leichnam nach Zara verbracht, dann nach Venedig ins Atrium von San Marco. Von seinem Grab blieb keine Spur.

## Rezeption

### Ab dem Spätmittelalter
Die Cronica di Venexia detta di Enrico Dandolo aus dem späten 14. Jahrhundert, die älteste volkssprachliche Chronik Venedigs, stellt die Vorgänge ebenso wie die Chronik des Andrea Dandolo auf einer in dieser Zeit längst geläufigen, weitgehend von den Dogen beherrschten Ebene dar – sie bilden sogar das zeitliche Gerüst für die gesamte Chronik. Das gilt auch für „Ordellapho Falier, homo di gramdissima nobillitade et grandeça“, der zum Dogen erhoben wurde („elevato“). Kaiser „Alexio de Gretia“ unterstützte Venedig auf Ersuchen mit vielen Schiffen („cum molti navilii“). Kaiser Heinrich IV. bestätigte die Privilegien der Vorgänger des Falier. Gesandte bei diesen Unterhandlungen waren „Vidal Falier“, „cuxim“ des Dogen, und „Stephano Moresim“, sein Kaplan und Kanzler („capellam et canceller“), sowie „Orso Iustiniam“. Allerdings verlangte der Kaiser vom Dogen jährlich 50 Pfund Pfeffer als ‚Zeichen der Herrschaft‘ („segno de dominio“), was ihm jeweils zum März auch zugesagt wurde. Für 1110 berichtet die Chronik von der Translation der Reliquien der hl. „Felixe“ und „Fortunal“ von Malamocco noch Chioggia. Im Oktober 1115, so der Chronist, kam es zu einem Krieg zwischen Venezianern und Paduanern, in deren Verlauf letztere mit einer großen Armee bis Torre delle Bebbe vordrangen, doch war dieses Bollwerk bereits ausreichend befestigt und mit fähigen Männern besatzt. Bei dieser Gelegenheit nahmen die Venezianer zahlreiche Paduaner gefangen. Dies erzwang einen Friedensschluss. – Zara in Dalmatien rebellierte nun zum zweiten Mal, als 1089 „Ziovane Moresim“ dort „conte“ war. Wie der Chronist betont, erschien der Doge „personaliter“ an der Spitze einer starken Armee, nachdem sich die Region dem König von Ungarn unterstellt hatte. Nach einem Sieg über die Ungarn unterwarf sich Zara, dann zog der Doge weiter nach „Sibinico, Spalato et Trahu et Belgrado“, wobei er alle Mauern einreißen ließ. Im siegreichen Kampf gegen Kroatien erlangte er den Titelzusatz „atque Crovatie Dux“ (S. 56). Dies geschah zu der Zeit, wie der Chronist ergänzt, als Sebenico rebellierte, und zwar unter dem Conte „Stephano Iustinian“. Der Doge kehrte am Tag des hl. Paulus nach Venedig zurück. Neben vielen Gefangenen führte er zahlreiche Ungarn ‚von Wert‘ mit, also Männer, die man gegen Lösegeld wieder freilassen konnte. Doch der Ungarnkönig kehrte zurück und lieferte den Venezianern, die unter Führung des Dogen kämpften, eine Schlacht unter den Mauern von Zara, in deren Verlauf Ordelaffo Falier ums Leben kam – nach 18 Jahren Herrschaft, wie der Verfasser, wie er es bei jedem Dogen tat, vermerkt. Doch die Venezianer verschanzten sich in den Städten, so dass die Ungarn lange Zeit nichts unternehmen konnten („gli Ungari steteno un gram tempo non possando far alguna cossa“). Die Venezianer verhandelten um Frieden, wobei die Gesandtschaft vom nunmehr ‚Dogensohn‘ genannten Vidal Falier („fiol del dicto Duxe morto“), Orso Iustinian und „Marim Morsini, Canceller de Venesia“, geführt wurde. Es kam zu einem fünfjährigen Waffenstillstand („trieva“, im Gegensatz zu Frieden, also „paxe“). Darauf wurde der Leichnam des Dogen in der Markuskirche beigesetzt. Die Paduaner versuchten die Gelegenheit zu nutzen und marschierten an den Brenta. Doch dort befanden sich zahlreiche Wachboote, Ruderboote, deren Besatzungen den Paduanern eine Schlacht lieferten. Die Eindringlinge wurden besiegt und „Rollando dicto Graso, capetaneo et confalonero del comun de Padua, et VcVII Paduani et menadi in prexon a Venesia“, es gerieten also 707 Paduaner und ein ‚Roland, genannt der Dicke, Capitano und Gonfaloniere der Kommune von Padua‘ in venezianische Gefangenschaft. Am 11. Oktober 1115 kam es zu einem Friedensschluss, eine Angabe, die von anderer Hand in 1119 korrigiert wurde.
Pietro Marcello meinte 1502 in seinem später ins Volgare unter dem Titel Vite de’prencipi di Vinegia übersetzten Werk, der Doge „Ordelafo Faliero Doge XXXIII.“ „prese il Prencipato“ (‚ergriff‘ oder ‚übernahm‘ die Fürstenherrschaft‘) im Jahr „MCXI“. Im ersten Jahr seiner Herrschaft, so schreibt Marcello ausdrücklich und im Gegensatz zur Cronica di Venexia, unterstützte er mit einer großen Flotte „Baldouino“, um die Stadt „Tolemaida“ zu erobern. Dann fuhr die Flotte nach Sidon, das binnen weniger Tage zusammen mit Balduins Kräften erobert wurde. Sehr blutig hingegen („con grande uccisione“) war die Eroberung von „Barutti“. Von den Leistungen der Venezianer beeindruckt konzedierte Balduin den Venezianern eine Kirche, einen Platz und weitere Rechte in der zuerst eroberten Stadt, dazu zahlreiche Privilegien im ganzen „Regno di Gierusalem“. Vom römisch-deutschen Kaiser „Arrigo“ erhielt Venedig die Bestätigung seiner Privilegien – der Autor nennt dieselben Gesandten –, doch erwähnt er nicht den jährlichen Pfeffertribut. In dieser Zeit begannen die Paduaner mit Hilfe der Trevisaner und „Ravignani“ einen Krieg, wobei es sich nach Marcello, wie schon einige Male, um einen Grenzstreit gehandelt habe. Die Venezianer stießen auf die Verbündeten bei Torre delle Bebbe, wo die Venezianer nach einigen „scaramuccie“ siegten. Nach Marcello gerieten 600 ‚Feinde‘ in venezianische Hand. Die Unterlegenen wandten sich um Hilfe an Heinrich, der in Verona bei den dort befindlichen venezianischen Unterhändlern erreichte, dass die Kontrahenten ihre Differenzen beilegten und die Grenze definierten. – ‚Man sagt‘, dass zu dieser Zeit ein großer Brand erhebliche Teile („buona parte“) der Stadt vernichtet habe. Wenig später sei es zu einem noch größeren Stadtbrand gekommen, wobei 16 Inseln zwischen San Lorenzo und San Basso niederbrannten, dazu ein Teil des Dogenpalastes. Auch habe Malamocco gebrannt, so dass viele Steine und Säulen zum Bau öffentlicher Bauwerke nach Chioggia gebracht worden seien. Viele Mönche gingen von „Sant’Ilario di Malamocco“ nach San Servolo. Die Gradenigo errichteten („edificarono“) eine sehr schöne Kirche in San Cipriano auf Murano als Frauenkloster, wobei die Nonnen gleichfalls in Sant’Ilario gewesen waren. Die Badoer ließen ‚auf eigene Kosten‘ Kirche und Kloster Santa Croce errichten („fabricarono“). – Die Zaresen rebellierten, nachdem sie den „magistrato“ vertrieben hatten, und unterstellten sich König „Calomano“ von Ungarn, der, unter Bruch des Vertrages, dort einmarschierte und den Städten durch öffentliche Verkündigung die Freiheit versprach. Doch kaum nach Ungarn heimgekehrt erkrankte er an einem Fieber und starb. Zara wurde von den Venezianern erobert, dann „Sabenico“, das in dem „tumulto“ gleichfalls rebelliert hatte, und so kehrten auch die anderen Städte unter die „Signoria di Vinegia“ zurück. Nachdem sie auch kroatisches Gebiet unterworfen hatte, kehrte die Streitmacht unter dem Dogen zurück. Ohne das Lösegeld für die Ungarn anzudeuten, wie es die Cronica di Venexia tat, nennt er die zahlreichen „de’ primi huomini di Schiavonia“, die im Triumphzug mitgeführt wurden. Doch die Freude am Sieg hielt nur kurz an, wie Marcello anmerkt, denn die Ungarn kehrten nach Dalmatien zurück. Daraufhin führte der Doge eine noch größere Armee bis vor Zara, wo es zu einer bis dahin unentschiedenen Schlacht kam. ‚Tapfer in den ersten Reihen kämpfend, wo die Gefahr am größten war, starb der Doge von einem Pfeil getroffen‘. Infolgedessen flohen die Venezianer, und viele starben und noch mehr gerieten in Gefangenschaft. Venedig schickte Gesandte, die versuchen sollten einen Frieden auszuhandeln, oder wenigstens einen Waffenstillstand. Den Gesandten „Vital Faliero, Orsatto Giustiniano, & Marino Moresini“ gelang es, einen solchen Stillstand auf fünf Jahre zu erzielen. Der ‚Körper des Ordelafo‘ wurde im 19. Jahr seiner Herrschaft nach Venedig gebracht und ehrenvoll („honoratamente“) „in San Marco“ begraben.

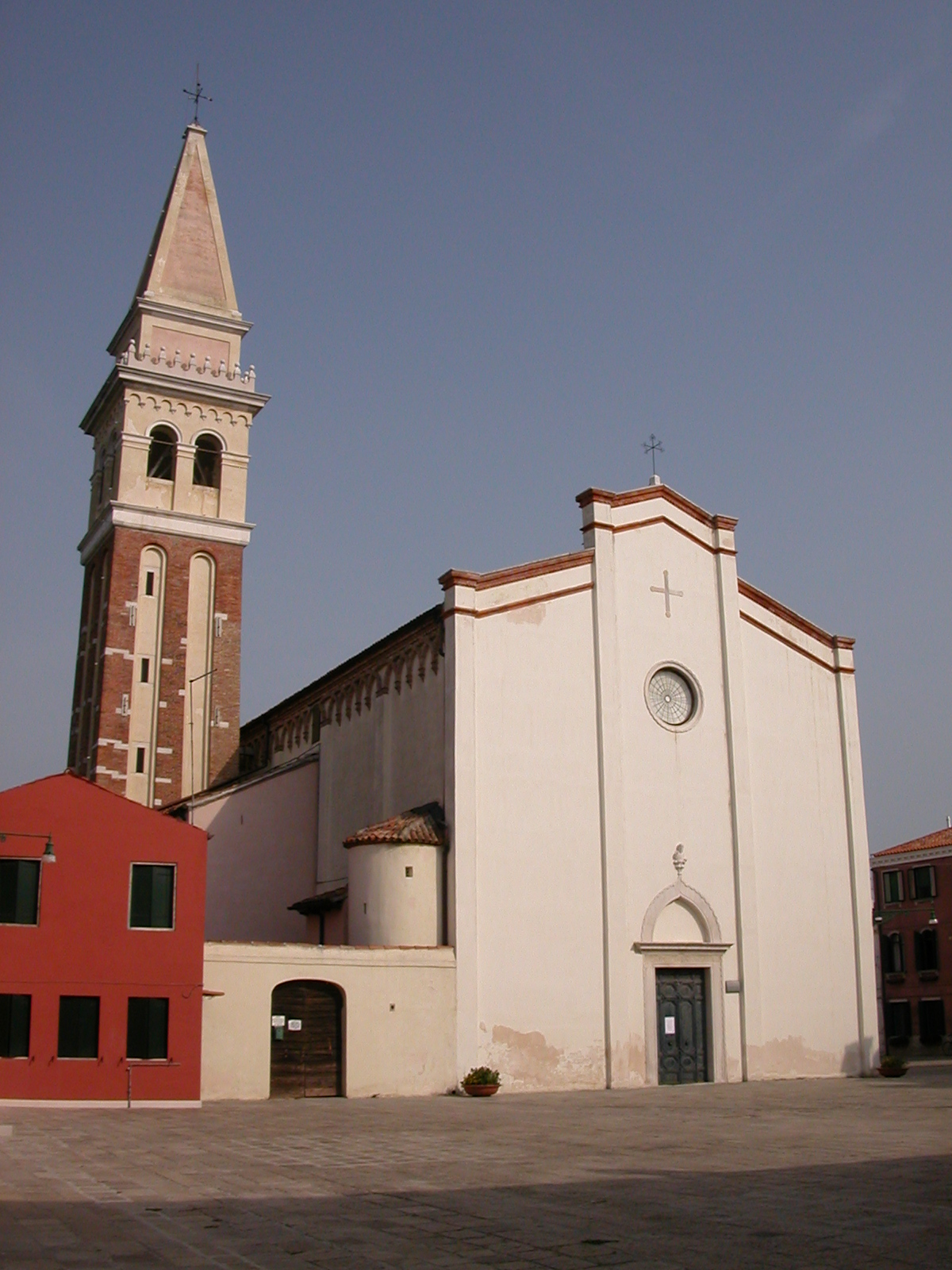
Die Kirche Santa Maria Assunta entstand im 11. Jahrhundert nach der Zerstörung der alten Lagunenhauptstadt Malamocco, das bis 810/11 der Residenzort der frühen Dogen war. Die Stadt entstand an der besser geschützten Westseite der Insel neu. Die heutige Kirche Santa Maria Assunta entstand im 15. Jahrhundert als Nachfolgebau einer Kirche des 11. Jahrhunderts.

Nach der Chronik des Gian Giacomo Caroldo, die er 1532 abschloss, folgte „Ordelafo Falier“ auf den „Eccelso Duce Vital Micchiel“. Caroldo glaubt, der neue Doge sei „molto eloquente, ingegnoso, prudente et nell’armi valoroso, d’eta giovane, ma di maturo consiglio“ gewesen, also ‚sehr redegewandt, begabt, besonnen und waffenerfahren, jugendlich, aber von reifem Rat‘. Verheiratet war er mit „Matilde“ aus königlichem Hause. Folgt man dem Verfasser, so war es Ordelaffo Falier, der im dritten Jahr seiner Herrschaft die Pala d’Oro in Konstantinopel anfertigen ließ, ‚wie man sie heute sieht‘, während Angelo Faledro Prokurator von San Marco war (S. 122). – Anfang und Ende des Dogats waren von Katastrophen gekennzeichnet, zunächst verheerenden Stadtbränden, dann einem gewaltigen See- und Erdbeben, das Malamocco völlig zerstörte, schließlich ein Erdbeben kurz vor seinem Tod. Das erste verheerende Feuer habe, so Caroldo, seinen Ausgang im Haus des „Messer Henrico Zen Kavallier nella parochia di Santi Apostoli“ genommen, wobei der Wind das Feuer sogar über den Canal Grande ausgreifen ließ, wo „San Cassàn, Santa Maria Mater D[omi]ni[sic!], Santa Agatha, San Agostino et San Stephano Confessore“ verbrannten. Nach zwei Monaten, so Caroldo, brach ein neues Feuer aus. Dieses noch größere Feuer brach in der „casa di Cancanni“ aus, wobei fast alle Häuser auf den Inselchen „San Lorenzo, San Severo, San Zacharia, Santa Scolastica, San Zacharia“ (doppelt genannt), dann auf „Santa Maria Formosa, San Giuliano, San Basso“, dazu ein Teil von San Marco und vom Dogenpalast, dann „San Geminiano, San Moisè, Santa Maria Giubenico, San Mauritio, San Angelo, San Paternian, San Vidal, San Samuel“ zerstört wurden. Schließlich sprang das Feuer über den Canal Grande und zerstörte „San Gregorio, San Agnese, San Gervasio, San Bernaba, San Basilio, San Raphael et San Nicolo et la maggior parte delle case di quel Sestier di Dorso Duro“, also die besagten Kirchengemeinden und den größten Teil von Dorsoduro im Südwesten der Stadt. Dies sei zwar fast nicht zu glauben, aber alle Häuser hätten zu dieser Zeit aus Holz bestanden, wie Caroldo erklärt. Anders erklärt der Autor die Zerstörung von Alt Malamocco (Metamaucum), denn nach ihm war es dort kein Stadtbrand, sondern dort war es das Meer, dazu ein Erdbeben. Nach dem Tod des Bischofs von Olivolo/Castello „Henrico Contarini“, wurde dieser durch „Vital Michele“ ‚ersetzt‘. In dieser Zeit transferierte der Prior von San Cipriano, vom Benediktinerorden, mit Genehmigung des Dogen sein Kloster nach Murano, nämlich auf dem Land der Gradenigo. Aus demselben Grund verließen auch die Nonnen von San Leon die zerstörte Insel, und sie erhielten das Kloster San Servolo. Im 3. oder 7. Jahr seiner Herrschaft erhielten die Cluniazenser die Kirche Santa Croce in Luprio, um dort ein Kloster zu bauen. Im 8. Jahr gestattete der Doge, voll Schmerz über die Zerstörung Malamoccos, dem Bischof der Stadt, „Dominico Zancharuol“ seinen Sitz nach Chioggia zu verlegen, dazu die besagten Reliquien, also „il corpo di San Felice et capo di San Fortunato“. Dies, so räumt der Autor ein, habe er der Chronik des Andrea Dandolo entnommen. Dabei stellt Caroldo klar, dass ohne Genehmigung des Dogen weder Klerikerwahlen, noch die Verwaltung der Sakramente möglich waren, und selbst dann war die Übertragung und Entfremdung von mobilen Gütern verboten. Im selben Jahr kamen die Reliquien des „beatissimo Steffano Prothomartire“ durch Abt Tribuno von Konstantinopel nach San Giorgio. Diese Reliquien sollte der Doge fortan einmal im Jahr aufsuchen. – Daran schließt Caroldo den Kampf gegen Paduaner, Trevisaner und Ravennaten am Brenta an, wo am 4. Oktober eine Schlacht stattfand, in der Padua 507 Männer verlor, auch wurden zahlreiche Männer gefangen genommen. Durch ein Schreiben des jüngst gekrönten Kaisers, an den sich die Paduaner gewandt hatten, an den Dogen, kam es zu einem Besuch der besagten Gesandten in Verona. Bei Caroldo wurden die Gebiete, die Venedig vor mindestens 30 Jahren besetzt hielt, anerkannt, doch erscheinen bei ihm neben den besagten 50 Pfund Pfeffer auch noch „libre L di moneta Venetiana“ sowie ein Altartuch, das dem Kaiser jährlich abzuliefern war. Darauf wurden die gefangenen Paduaner freigelassen (S. 125). – Als „emulatione del suo precessore“ – damit erinnerte Caroldo an die Operationen der venezianischen Flotte unter Ordelafos Vorgänger – unterstützte der Doge mit einer Flotte ‚von 100 Segeln‘ Balduin, den neuen König von Jerusalem, bei der Eroberung von „Saittò“. Wohl entgegen den Zusagen wollten die Venezianer ein Zeichen gegen die Versuche setzen, die dortigen Christen zu ruinieren, und töteten daher viele der Gefangenen. Die Venezianer erhielten vom König, um „dimostrar la gratitudine et obligo“, ein Quartier in der eroberten Stadt, dazu Privilegien im ganzen Königreich. – Nachdem „Calomano“ von Ungarn seine inneren Feinde besiegt hatte, endete der nächste Krieg, diesmal gegen „Pietro Re di Dalmatia“, für letzteren tödlich. Kaum hatte der Ungarnkönig die gebirgigen Gegenden („le terre et luoghi situati nelle montagne della Dalmatia“) erobert, besetzte er auch Spalato. Doch das Venedig eidlich verbundene Zara wehrte sich unter Gioanni Moresini heftig. Aber es gelang ihm mit jeder Art von Versprechen „contaminar gl’animi di quelli Cittadini“. Nachdem ihm so auch Zara in die Hand gefallen war, unterwarfen sich die anderen Städte aus Angst („poste in timore, mandorono a far deditione“). Zum Dank erhielten die Kirchen von Spalato, Zara und Arbe Kreuze aus reinem Silber. Doch der nach Ungarn zurückgekehrte König erkrankte am Kopf. So steckte man ihm ein „empiastro nell’orecchie, dalle quali a poco a poco gli uscì il cerebro“, es entwich ihm also nach und nach das Hirn durch die Ohren, so dass er bald starb. Nun schickte der Doge eine Gesandtschaft nach Konstantinopel, um Hilfe beim Kampf gegen die Ungarn zu erlangen, denn die Venezianer seien „divotissimi cultori del Sacro Imperio di Constantinopoli“. Der Kaiser antwortete, er wolle dem „Duce Veneto suo buon amico“, seinem ‚Guten Freund‘ also, gern helfen, doch brauche er selbst Hilfe gegen seine Feinde. Unmittelbar an diese Zusage schließt Caroldo an, dass Heinrich IV. auf seinem Rückweg von Rom Venedig besucht habe (S. 127). Er wohnte im Dogenpalast, besuchte Kirchen und Klöster, wollte die Stadt sehen und das Herrschaftssystem verstehen („intender il modo del governo“). Und er hatte zu sagen, dass die „Ducal Provincia di Venetia“ ein Königreich sei. Ohne an Kosten und Aufwand zu denken („senza sparagno di denari, ne di cosa“) tat der Doge alles, den Kaiser zu ehren. Auch dieser Kaiser sagte ihm Hilfe gegen die Ungarn zu, so dass der Doge den Krieg begann. Es gelang zunächst vor Zara, den Ban von Dalmatien, den König Stephan ausgesandt hatte, zu besiegen. Auch Sebenico wurde erobert, ebenso wie das als uneinnehmbar geltende Kastell, das nunmehr abgerissen wurde. Nun unterwarfen sich auch Spalato und Traù. Nach der gelungenen Rückeroberung Dalmatiens kehrte der Doge mit zahlreichen Geiseln nach Venedig zurück. Doch im 15. Jahr seiner Herrschaft, am 25. Januar ereilte Venedig ein gewaltiges Erdbeben („terremotto universale“). Die Erde öffnete sich und schwefelhaltiges Wasser quoll aus der Erde. Die „Chiesa di San Hermacora“ (San Marcuola) verbrannte mitsamt den benachbarten Häusern, nur die Hand Johannes des Täufers überlebte durch ein Wunder. Der König von Ungarn kehrte zurück, der Doge rückte zur Verteidigung Zaras an. Dort traf ihn „una saetta“ tödlich, wenn auch Zara gehalten werden konnte. Der Tote wurde in San Marco beigesetzt.

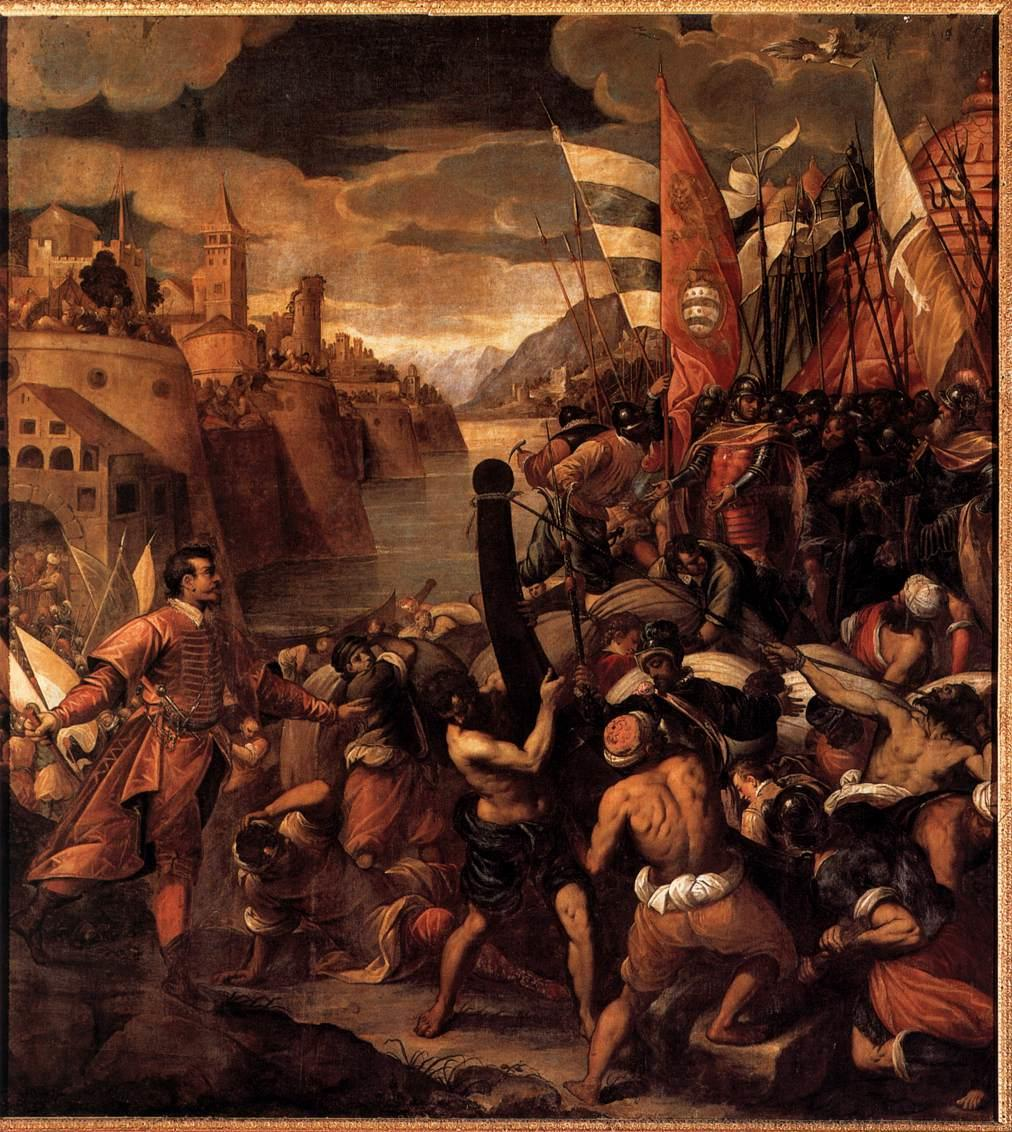
Die Eroberung von Tyros erfolgte erst 1124, Öl auf Leinwand, Antonio Vassilacchi (1556–1629), um 1590, Dogenpalast, Sala dello Scrutinio

Der Frankfurter Jurist und Richter Heinrich Kellner, der im neuen Dogen den „drey und dreissigste[n] Herzog“ sah, meint in seiner 1574 erschienenen Chronica das ist Warhaffte eigentliche vnd kurtze Beschreibung, aller Hertzogen zu Venedig Leben, „Ordelafus Falier“ habe „das Hertzothumb angenommen/im jar 1101“. Nach Kellner schickte „Ordelafus“ gleich im ersten Regierungsjahr „von neuwem ein grosse Armada in Syrien / mit deren Hülff Balduin … Tolemaiden gewann.“ Binnen weniger Tage wurde auch Sidon erobert, ebenso wie „Barutta oder Bereith“ erobert wurde, „aber mit vielen Blutvergiessen“. Balduin, „durch solche herrliche Thaten der Venetianer bewegt“ räumte ihnen die genannten Konzessionen ein. Daran hängt der Autor an, wie „von Keyser Heinrichen“ „viel und grosse Privilegia und Freyheiten“ konzediert worden seien. Die genannten oberitalienischen Städte führten „von der Grentz wegen“ einen Krieg gegen Venedig, doch die „Venediger zogen inen bey dem Thurn/delle Bebbe genannt/under Augen“. Nach „etlichen Scharmützeln“ siegten die Venezianer in einer Schlacht und machten 600 Gefangene. Die unterlegenen Paduaner riefen daraufhin „Keyser Heinrichen umb hülff an“, der sich an die bei ihm in „Verona oder Bern in Welschland“ weilenden Unterhändler wandte. Es wurde erreicht, „daß die Venediger und die Paduaner ihre irrung gegen einander fallen liessen/verglichen sich der Grentz/und ward aller widerwillen hingelegt.“ Kellner nennt, wenn auch nur summarisch, die beiden Großbrände, ebenso wie den Brand von Malamocco. In diesem Zusammenhang nennt er den Umzug der Mönche von „S. Hilarii Kloster“ nach S. Servolo, aber auch den Bau von Kloster und Kirche S. Cipriano durch die „Gradenigi“ „zu Muran(da man die Venedischen Gläser macht)“, als Ersatz für das namensgleiche Bauwerk in Malamocco, sowie den Bau der „Badoeri“, die „das Kloster zum heiligen Creutz“ „auff iren kosten“ errichten ließen. Den Kampf um Zara beginnt Kellner mit „Calomanno/König in Ungern“, der den Frieden gebrochen habe, und der „durch ein offen Edict“ den „Dalmatianern“ versprach, sie sollten „freyledig ihrer Dienstbarkeit“ sein. Doch der Ungarnkönig „fiel in ein Fieber/und starb“. Die von ihm zurückgelassenen Besatzungen flohen „auß forcht“, Zara wurde von den Venezianern „gestürmet“. Ebenso erging es Sebenico, das „in dem Tumulte und Lärmen auch abgefallen“ war. Den Venezianern war es gelungen, ihr Gebiet zu vergrößern, denn „sie waren das Crabatisch Gebirg gezogen“. Der Doge „fuhrt mit sich viel von den Fürnemesten auß Dalmatia und Slavonien/als in einem Triumph“. Doch diese Freude, so Kellner, hielt nicht lange an, denn die Ungarn kehrten zurück, so dass es vor Zara zu einer Schlacht kam. „Ordelafus gleich im ersten Glied / da die größte gefahr war / tapffer streitend/ward mit einem Pfeil von einem Flitzbogen erschossen“ (S. 25r). Von den fliehenden Venezianern starben viele oder wurden gefangen genommen. Die „Zeitung solcher Niderlag“ zwang die Venezianer zu Verhandlungen, wobei es den drei besagten Gesandten nur gelang, „ein Stillstandt mit dem König auff fünff jar“ zu erreichen. „Ordelafi todter Leichnam ward gen Venedig geführt/und zu Venedig in S. Marx Kirchen ehrlich begraben/im neuntzehenden jar seines Hertzogthumbs.“ Sieht man vom Grenzstreit mit Padua ab, so erfolgen für die Kriege, auf die sich der Autor weitgehend konzentriert – sieht man von Naturkatastrophen und in deren Folge Kirchenbauten ab –, keinerlei Überlegungen zu den Ursachen.

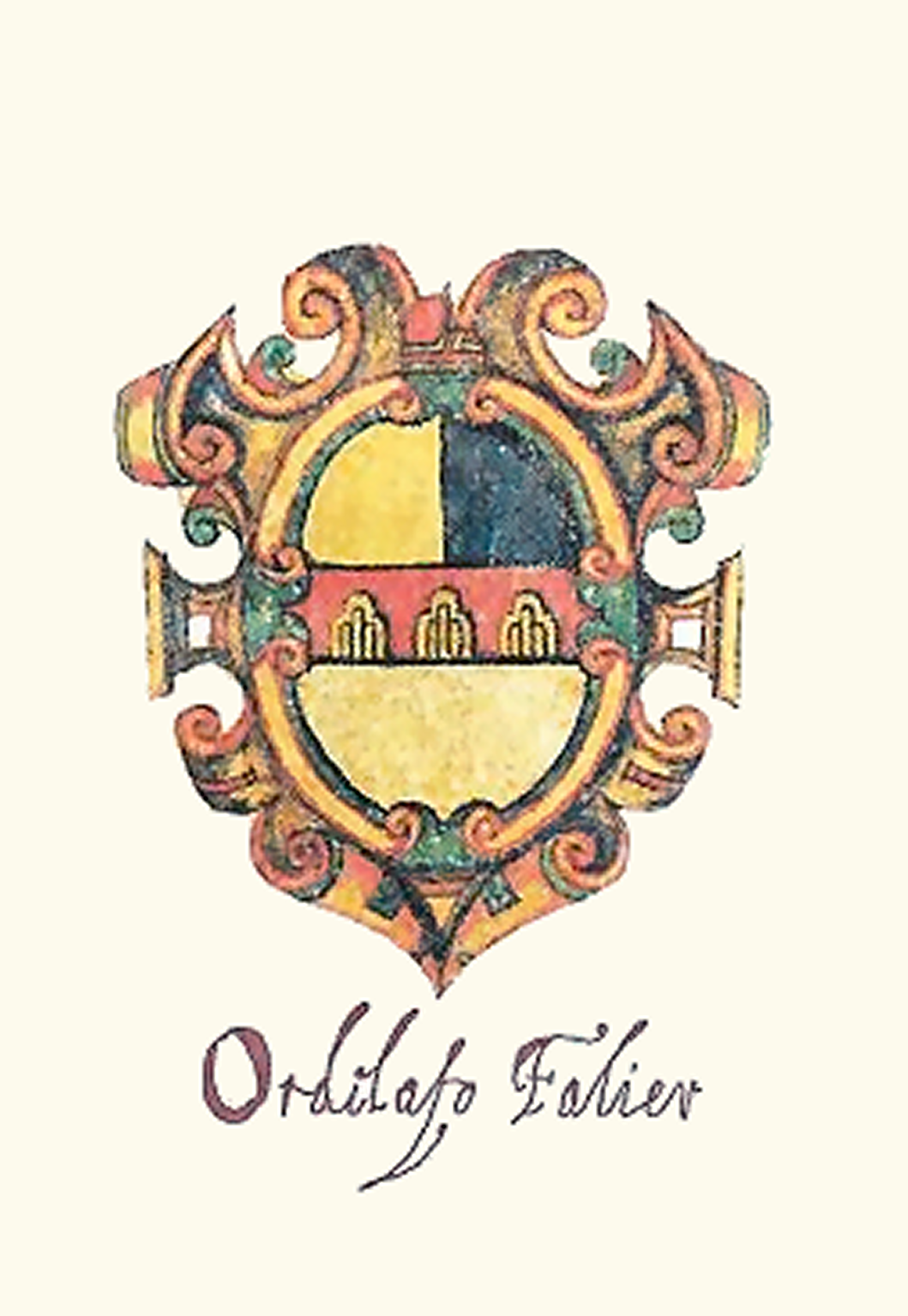
Wappen des „Ordilafo Falier“ nach Vorstellungen des 17. Jahrhunderts

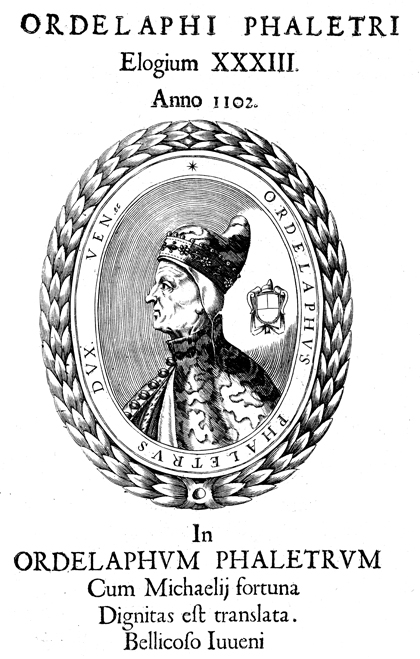
Leone Matina: Phantasieporträt des Dogen in der wohl ersten gedruckten Porträtserie aller bis dahin anerkannten Dogen, dem Ducalis regiae lararium von 1659

In der Übersetzung von Alessandro Maria Vianolis Historia Veneta, die 1686 in Nürnberg unter dem Titel Der Venetianischen Hertzogen Leben / Regierung, und Absterben / Von dem Ersten Paulutio Anafesto an / biss auf den itzt-regierenden Marcum Antonium Justiniani erschien, zählt der Autor, abweichend von Pietro Marcello, „Ordelafus Falier, Der 34. Hertzog“. Nach Vianoli habe Venedig unter ihm „eyne fast gantz eyserne Zeit auszustehen gehabt“. Als ersten Beleg nennt er Wasser und Wind, durch die „gantz Malamocco überschwemmt und darinnen ersäufet gewesen“. Dann nennt er die beiden Stadtbrände, von denen der zweite „ohngefehr zehen Monat darnach in der Gegend St. Lorentzen entstanden / und sich biß nacher S. Baffo ausgestrecket“ und den Dogenpalast verwüstet habe. Noch schlimmer seien aber die Kriege gewesen. Dazu zählt er die bekannten Tatsachen des Grenzkrieges mit Padua auf, das Eingreifen des Kaisers nach dessen Niederlage, schließlich der Friedensschluss. „Nicht lang hernach ließ auch zum andernmal die Stadt Zara ihre Untreue gegen die Republic verspüren“, indem sie ihren „obern Befelchshaber“ „Johann Morosin“ verjagte und sich „Coloman“ ergab. Doge und „Senat“ waren „darüber dermassen entrüstet“, dass in kürzester Zeit 14 Galeeren ausgerüstet wurden. Weitere 30 Schiffe sollten der Flotte „zum Succurs“ nachfolgen. Vor Zara musste die Flotte warten, bis sich diese Schiffe mit denen des Dogen „conjugiret“ hatten. Die Ungarn mussten schließlich auf der Landseite fliehen (S. 197). Die Zaresen, die die Vernichtung vor Augen sahen, so Vianoli, flüchteten sich zum letzten Mittel, indem sie an die „Sanfftmüthigkeit und Gütigkeit“ appellierten. So gingen sie „mit grossem Heulen und Weinen mit samt der gantzen Geistlichkeit dem Hertzogen entgegen“, warfen sich ihm zu Füßen und baten „unterthänigst um Gnade“. Erneut musste die Stadt den Treueid schwören. Kaum war der Doge wieder in Venedig, fielen die Ungarn „mit einem gewaltigen Kriegsheer in Dalmatien vn neuem ein“ (S. 198). Vianoli glaubt, der Doge sei vor Zara ums Leben gekommen, „weiln er seine eigene Person selbsten allzusehr hineingewaget/von einem Truppen Ungarischer Reuter umringet / und nach nicht geringem Widerstand von demselben mit einem Pfeil erlegt worden“. Daraufhin flohen die Venezianer unter hohen Verlusten; viele von ihnen gerieten in Gefangenschaft. Der „Senat“ habe sich bemüht, das Land zu schützen, und schickte Gesandte, deren Namen Vianoli nicht nennt, zum Ungarnkönig, die einen fünfjährigen Waffenstillstand erreichten. Die Flotte brachte „den todten Leichnam“, wie Vianoli im sich anschließenden Absatz schreibt, nach Venedig. Ordelafo sei im Grab seines Vaters „Vital Faliero beygesetzt worden“. Daran schließt der Verfasser noch an, dass im 15. Jahr seiner Regierung zwei Erdbeben die Stadt aufgeschreckt hätten, „indeme die Erde eine grosse schwefelhaffte Materi hervor gespyen/welche die Kirch des H. Hermacorae angezündet / und biß auf den Grund verbrennet hatte.“ Ordelafos Nachfolger kam nach Vianoli 1117 ins Amt.
1687 genügte Jacob von Sandrart in seinem Opus Kurtze und vermehrte Beschreibung Von Dem Ursprung / Aufnehmen / Gebiete / und Regierung der Weltberühmten Republick Venedig wenig mehr als eine halbe Seite, um über „Ordelaphus oder Orlafus Faledrus“ zu berichten. Der 33. Doge wurde nach ihm 1102 gewählt. Mit der Hilfe des Dogen eroberte der König von Jerusalem „Ptolomais“, weshalb die Venezianer in seinem Königreich „eigene Kirchen / Börsen / Plätze/ und Gerichte“ erhielten. Venedig wurde „zweymahl durch Feuersbrunsten erbärmlich verwüstet“. Der Doge wurde „in einem Kriege wider die Hungarn“, „zu denen die von Venedig abtrünnig gewordene Dalmatier von Zara ihre Zuflucht genommen/ mit einer Lantze erstochen“. Noch stärker weicht der Autor bei seinen Zeitangaben von der Tradition ab, denn er meint, es „werden ihm von etlichen 15. von andern nur 5. Jahr beygeleget.“

### Nachwirken der venezianischen historiographischen Tradition, moderne Geschichtsschreibung

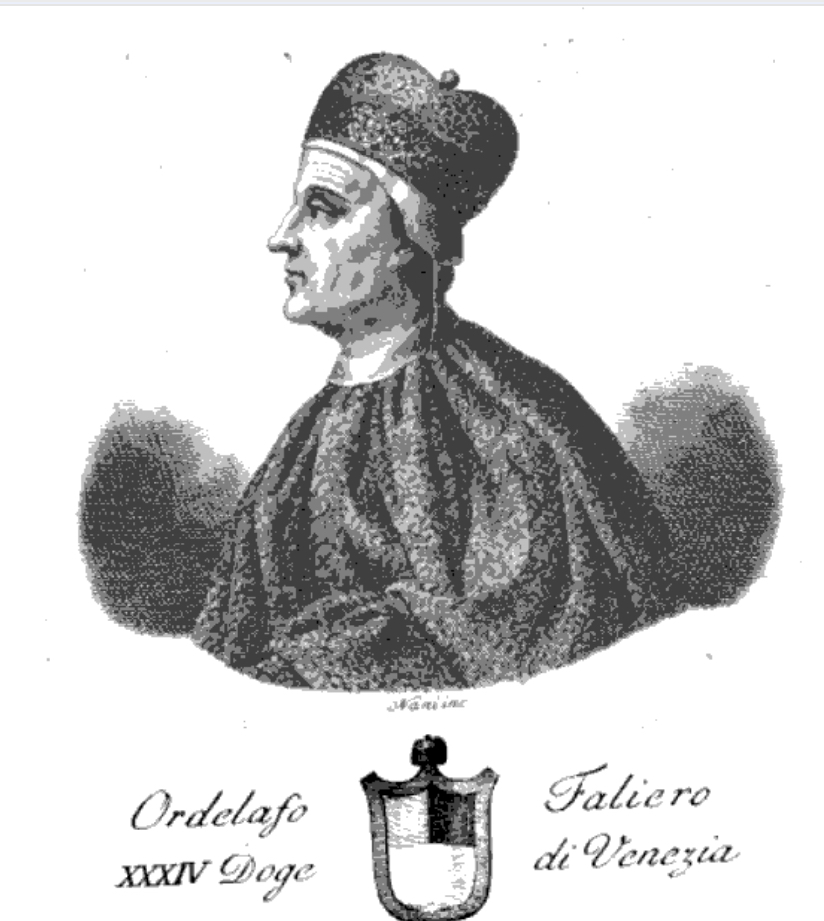
Phantasiedarstellung des Dogen von vor 1834, Antonio Nani: Serie dei Dogi di Venezia intagliati in rame da Antonio Nani. Giuntevi alcuni notizie biografiche estese da diversi, Bd. 1, Merlo, Venedig 1840, o. S. (Google Books)

Johann Friedrich LeBret publizierte von 1769 bis 1777 seine vierbändige Staatsgeschichte der Republik Venedig, worin er im 1769 erschienenen ersten Band konstatiert, dass mit „Ordelafo Falier“ „ein Sohn des Vital Falier, der sich bisher in den Seekriegen hervor gethan hatte, auf den fürstlichen Thron erhoben“ wurde. Er war nach LeBret „ein Regent, dessen erhabener Geist große Dinge versprach. Er war beredt, dachte schnell und gründlich, machte große Entwürfe, und wußte sie mit Vorsichtigkeit auszuführen.“ Seine Frau „dachte so erhaben, als ihr Gemahl“, wie LeBret explizit von „Dandulus“ weiß, also aus der Chronik des Andrea Dandolo. Demnach wurde Ordelafus Mitte des Jahres zum Dogen erhoben. „Sein Geschmack an den Künsten, seine Liebe zu seinem Volke, sein Mitleiden gegen Verunglückte, seine großen Unternehmungen, zeichnen ihn in der Geschichte seines Volkes als einen Helden aus“ resümiert der Verfasser. Dann wendet er sich der Zerstörung Malamoccos durch eine „gewaltige Bewegung“ des Meeres zu, danach habe eine erste „Feuersbrunst“ sechs Häuser, eine zweite gar zwanzig Häuser „nebst einem Theile der herzoglichen Kapelle, und des Pallastes verzehret“. Auch wütete ein Feuer in Malamocco. Die Gewalt des Wassers zerstörte darüber hinaus alles „diesseits von Poveggia“, was die besagten Umsiedlungen erzwang. „Einige Geschichtsschreiber“ sahen die Ursache in einem Erdbeben. „Chioggia, das bisher niedrige und unansehnliche Hütten gehabt, erhielt Erlaubniß, die übrigen Steine zum Anbau ihrer Stadt zu gebrauchen.“ Die Stadt habe der Zerstörung Malamoccos „nicht nur ihre Größe, sondern auch den bischöflichen Sitz, zu danken“, der nach LeBret 1110 nach Chioggia übertragen wurde. Es entstand ein neues Malamocco, doch sei es „nur noch der Aufenthalt für Seeleute, welche sich zum Dienste des Havens beschäfftigen“ (S. 289). – Erheblich ausführlicher als andere Geschichtsschreiber geht LeBret auf die außenpolitische Konstellation ein, dies zunächst mit Blick auf die Normannen. Boemund verübelte dem byzantinischen Kaiser „Alexius“, dass er ihn „durch Hülfe der Türken“ vor „Larissa“ zurückgeschlagen hatte, und so plante er, Konstantinopel zu erobern. Als er Durazzo belagerte, „rief Alexius seine getreuen Freunde, die Venetianer zu Hülfe, welche auch mit einer mächtigen Flotte ausliefen, und sich mit der griechischen Flotte vereinigten“. Gegen die Zusage, die Pilger beim Zug durch das Byzantinische Reich nicht zu behindern, zog sich der Normanne nach Apulien zurück, wo er wenig später starb. Dann wendet sich der Verfasser dem Konflikt mit Padua zu (S. 290). „Wir finden bey dem Bernhard Trevisanus ein Decret, welches unter dem Dogen Michieli im Jahre 1100 abgefasset worden, daß man die Paduaner bitten sollte, den Lauf der Brenta zu verändern.“ Padua lehnte dies ab, und suchte im Gegenteil „Mitte dieses Jahrhunderts durch Ableitung der Canäle den Venetianern wehe zu tun“. Die Venezianer hatten ihrerseits bereits Festungswerke errichtet, wie Brondolo, Loredo oder den „Thurm Bebe“. Die Paduaner behaupteten nach LeBret, ihre Gerichtsbarkeit sei verletzt, die „Schanzwerke“ seien „auf ihrem Grunde aufgebauet“. Dabei glaubten sie im Kampf um S. Ilario seien die Venezianer durch ihre „orientalischen Eroberungen“ zu beschäftigt, doch, im Gegenteil, war das Heer, das ihnen Venedig entgegenschickte, „durch die bisherigen kriegerischen Unternehmungen geübt genug“. An der Brenta kam es zu „einem Gefechte“, „in welchem man dem Feinde die besten Truppen niederhieb, und fünf hundert sieben Mann zu Gefangenen machte“. Die Paduaner wandten sich an „Kaiser Heinrich den fünften“, doch dieser hörte auch die Venezianer an. Deren Gesandte erwiesen, dass S. Ilario seit jeher „zum Gebiete von Rialto, und zum Kirchensprengel von Olivolo gehöret hätte“. Die Mutterstadt Padua solle sich gegenüber Venedig weniger neidvoll verhalten und die Grenzen akzeptieren. Heinrich versuchte die „kaiserliche Hoheit“ allerdings auch gegen die Venezianer „zu verwahren“, „indem er sich ausbedung, daß alle Jahre am ersten März, die Venetianer ihm funfzig venetianische Pferde, eben so viele Pfunde Pfeffers, und einen Mantel überreichen sollten.“ Dabei beruft sich LeBret wiederum auf „Dandulus“, wie er in einer Fußnote vermerkt. „In Ansehung ihrer Landgüter“ waren die Venezianer bereit, sich mit dem Kaiser darauf einzulassen, der bereit war, alle Angriffe aus Oberitalien zu unterbinden. Neu, so konstatiert der Verfasser ausdrücklich, seien die 50 Pfund Pfeffer gewesen, und dem Kaiser sei es vor allem um seine Ehre gegangen. In Venedig glaubte man, diese Regelung würde nur von kurzer Dauer sein (S. 291 f.). Neben Italien war das Heilige Land für den Ehrgeiz des Dogen, es seinem Vorgänger gleichzutun, überaus geeignet, „er wollte sich nun auch auf derjenigen Bahne Ehre erwerben, auf welcher schon sein Vorgänger so vielen Ruhm eingeärndet hatte“. Während dort eine Reihe von Städten an das Königreich Jerusalem fiel – „im Jahre 1103 wurde auch Ptolemais oder Akka eingenommen“ –, gelang es nicht, Tyros zu erobern. Die venezianische Flotte, bestehend aus „hundert Segeln“, erreichte die seit 1111 belagerte Stadt und half, sie von der See abzuschneiden. Als der Sultan von Ägypten, der zuvor die Seldschuken bekämpft hatte, sich von den Kreuzfahrern abwandte, segelte die Flotte zur Nilmündung und „eroberte allda das Schloß Feramina, wovon man noch bey Damiette die Ueberbleibsel sieht“; gegen die Einwohner habe man sich in barbarischer Weise verhalten. In „Akka“ erhielten die Venezianer ein eigenes Quartier, wo eine eigene Kirche entstand, ihr Maß und Gewicht Gültigkeit haben sollte, auch erhielten sie die hohe und niedere Gerichtsbarkeit. Ähnliches galt für die Genuesen in „Akre“ und die Pisaner in „Antiochien“ (S. 292). Währenddessen wankte die venezianische Herrschaft in Dalmatien, wo schon 1105, so glaubt LeBret durch „Steininschriften und sichere Urkunden“ belegen zu können, Kolomann durch Belagerung in den Besitz von Zara gelangt sei. Seiner Ansicht nach war der Doge zu sehr anderweitig beschäftigt, und so musste er sich auf einen fünfjährigen Waffenstillstand einlassen. Doch der Ungarnkönig setzte seine Eroberungen fort. 1111 habe er in Arbe Gericht gehalten, wobei alle dalmatinischen Bischöfe erschienen seien. Wie seine Vorgänger berichtet LeBret, wie der Doge Verbündete suchte und daher den Patriarchen von Venedig mit 14 Galeeren nach Konstantinopel schickte. Doch die kaiserliche Hilfe verzögerte sich und 1114 starb „Kolomann oder Karlomann, wie ihn die foskarinische Handschrift des Dandulus nennet“. Noch im August segelte der Doge nach Zara, um es zu belagern. An ihrem Besitz lag ihm, „weil die Erhaltung der nahe gelegenen Inseln unmittelbar davon abhieng“ (S. 294). Die ungarische Besatzung zog sich in die „Citadelle“ zurück, Zara unterstellte sich erneut Venedig. Diesem Beispiel folgten andere Städte, wie „die Einwohner von Spalatro“, die „die Hungarn selbst niederhieben“, oder Trau, dann eroberte Venedig sogar „einen Theil von Seekroatien und die in demselben gelegenen Städte, Belgrad, Sebenigo, Nona, Citta nuova“. Der Doge wurde in Venedig triumphal empfangen. „Falier hatte durch diesen Krieg das Recht erlanget, sich nicht nur einen Herzog der Venetianer und Dalmatier, sondern auch der Kroatier, zu nennen“. Wie LeBret ergänzt, habe sich der Doge „wirklich in einem noch vorhandenen Freyheitsbriefe, den er dem Kloster der Heiligen Cosmas und Damian verliehen“, bedient. – Heinrich V. wurde im März in Venedig empfangen, obwohl er vom Papst und vom Erzbischof von Mailand „in den Bann gethan“ worden war. Am 12. März hielt Heinrich Gericht im Saal des Großen Rates im Dogenpalast, der Kaiser nahm das Kloster San Zaccaria in seinen Schutz. „Das Gebieth der Venetianer erhielt den schmeichelnden und glänzenden Namen eines Königreichs. Ob wir diesen Namen der Höflichkeit des Notarius oder des Kaisers selbst zuschreiben sollen, das ist schwer zu bestimmen.“ Wie LeBret in einer Fußnote vermerkt, sei „die Originalurkunde“ im Archiv von San Zaccaria „vorhanden“ (S. 295). – Nun begann der Doge, erstmals mit deutscher, aber auch byzantinischer Unterstützung, die Eroberung der Zitadelle von Zara, die nach der Abwehr eines Entsatzheeres auch gelang. Doch das folgende Jahr 1117 „war ein Schreckensjahr für ganz Italien“. Am 13. Januar begann „eines der heftigsten Erdbeben“, das sich über 40 Tage erstreckte. Auch in Mailand „stürzeten die Kirchen und die größten Palläste und Thürme ein“. In Venedig öffnete sich an einigen Stellen die Erde und „ein schwefliches Wasser“ drang hervor. Zwar bestanden, so konstatiert der Autor, noch nicht die sechs „Sestieri oder Hauptquartiere“, aber man könne „kühn behaupten, daß unter Ordelaffo fünf dieser Hauptquartiere abgebrannt“ seien. Nun zwangen die Ungarn durch einen Einfall in Dalmatien dem Dogen einen dritten Feldzug auf. Vor Zara wurde der Doge, der wie im zweiten Feldzug den Kampf sogleich eröffnete, tödlich verletzt. Das geschlagene Heer warf sich in die Stadt, die diesmal „den Venetianern treu“ blieb. Die dezimierte Streitmacht brachte den Leichnam des Dogen nach Venedig, der in San Marco beerdigt wurde. Den venezianischen Unterhändlern gelang es, einen weiteren fünfjährigen Waffenstillstand mit König Stephan auszuhandeln. Damit weicht die Darstellung von LeBret erheblich von der seiner Vorgänger ab.

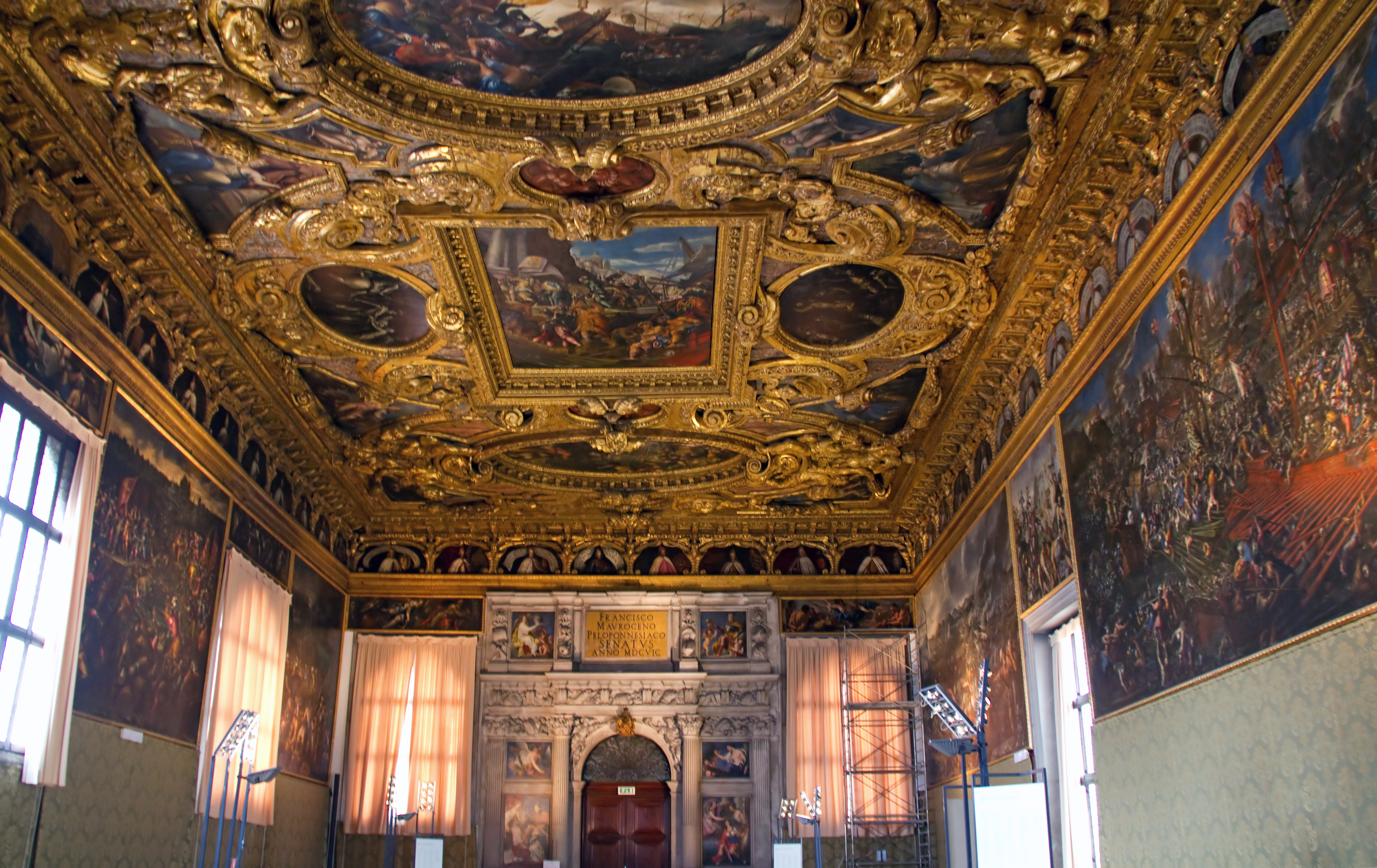
Decke der Sala dello Scrutinio im Dogenpalast

In seinem Il Palazzo ducale di Venezia von 1861 berichtet Francesco Zanotto gleichfalls vom Erdbeben des 9. März 1102, aus der „cronaca Erizzo“ weiß er von „esalazione sulfuree“, die die Kirche SS. Ermagora e Fortunato in Brand setzten. Zudem ergänzt er, dass die Pest zurückgekehrt sei und dabei die Familien Barignan und Gioliva ausgestorben seien. Auch nennt der Autor das Erdbeben von 1105 mit dem nachfolgenden Stadtbrand, dann den noch viel schlimmeren Brand, der erst nach 68 Tagen, nach anderen nach 40 Tagen erloschen sei (S. 85). Nach ihm erstickten in San Zaccaria hundert Nonnen, auch zählt er die zahlreichen zerstörten Kirchen auf. Im selben Jahr, nach anderen 1106 oder 1107, ging schließlich Malamocco unter, dessen Bischof „Enrico II Grancavolo“ die Erlaubnis des Dogen erhalten habe, seinen Amtssitz nach Chioggia zu verlegen. Auch ergänzt er über die Angaben seiner Vorgänger hinaus eine Hungersnot, die durch Giovanni und Giulio Bonaldi gelindert worden sei, Männer aus Ferrara, die daraufhin in das venezianische „patriziato“ aufgenommen worden seien. – Bei Zanotto bat König Balduin von Jerusalem Venedig um Hilfe. Die Venezianer, die ihre wirtschaftlichen Vorteile zu schützen gedachten, aber auch die Konkurrenz der Genuesen und Pisaner erkannten, schickten 100 Schiffe. Dieser Flotte gelangen die bekannten Eroberungen, doch die Begründung für den Angriff auf Ägypten lautete, die sarazenischen Piraten seien es gewohnt, sich dorthin zurückzuziehen, um Händler und Pilger schwer zu schädigen. Das zerstörte Kastell könne man noch heute neben Damiette sehen. Auch lässt Zanotto die Privilegien und das Quartier in Tolemaide nicht aus. Möglicherweise, so der Autor, sei die Zerstörung der Schiffslenden, der Squeri, durch die Feuersbrünste der Anlass gewesen, den Schiffbau im Arsenal zu konzentrieren – wobei er ausdrücklich über den äußerst desolaten Zustand des Arsenals im Jahr 1861 klagt. Ohne Grund habe der mit Venedig verbündete Ungarnkönig Dalmatien erobert. Daraufhin, setzt Zanotto fort, ersuchte eine Gesandtschaft unter Leitung des Patriarchen „Giovanni III Gradenigo“ um Hilfe aus Konstantinopel, wobei diese Flotte den Kaiser noch gegen die Normannen unter Bohemund unterstützt habe. Für Zanotto fand der Kampf gegen die Paduaner nun erst statt, wobei durch die heimgekehrte Streitmacht es leicht gelang, die Angreifer zu besiegen. Mit Diplom vom 20. Mai 1111 wurde ein Frieden geschlossen, den der Kaiser auf Ersuchen der Paduaner vermittelt hatte. Dies geschah mit „Vitale Faliero, fratel germano del doge, Orsato Giustiniano e Marino Morosini“, den Gesandten Venedigs. Dem folgt die Schilderung der neuerlichen Kämpfe um Zara, insbesondere durch Stephan II., der in einem Triumph ‚der unsrigen‘ endete. Bereits als der Kaiser Ende Februar 1116 nach Venedig kam, sei die stark zerstörte Stadt wieder neu aufgebaut worden. Heinrich habe im Dogenpalast nächtigen können. Bei der Gelegenheit, so Zanotto, habe der Kaiser vielen Klöstern Privilegien für ihre Landgebiete im Reich eingeräumt. Schließlich kam es zu einem weiteren Ungarnkrieg, und der Doge erlangte die Unterstellung von Arbe gegen Anerkennung der alten Gebräuche, Statuten und Privilegien. Der im Kleid eines einfachen Soldaten kämpfende Doge sei vor Zara zu Tode gekommen. Trotz der Niederlage vergaßen die in die Stadt geflohenen Venezianer nicht, den Leichnam des Dogen mitzuführen, den sie in San Marco beisetzten. Ausdrücklich erwähnt Zanotto das Gemälde von Aliense (eig. Antonio Vassilacchi, 1556–1629), in dem der ‚ruhmreiche Tod‘ Ordelafos an der Decke der Sala dello Scrutinio im Dogenpalast dargestellt werde. Abschließend erläutert er die Bestellung der Pala d’oro in Konstantinopel und deren späteres Schicksal.
Weniger erzieherisch-moralisierend äußerte sich Samuele Romanin, der in den weiteren historischen Zusammenhang einbettende Historiker, der diese Epoche 1854 im zweiten der zehn Bände seiner Storia documentata di Venezia darstellte. Nach ihm wurde der Doge unmittelbar am Grab des Vorgängers von der Volksversammlung gewählt. Auch bei Romanin geht der Impuls vom Heiligen Land aus. Dort unterlagen die normannischen Kreuzfahrer nicht nur gegen die Sarazenen, sondern sie lagen auch im Krieg mit Byzanz. Bei der Gelegenheit griffen sie zusammen mit Pisanern die Inseln Kos, Samos und „Nio“ an, doch zerstörte Griechisches Feuer zahlreiche ihrer Schiffe, was der Autor dem Werk der Anna Komnena entnimmt (S. 21). Bohemund gelang es, nach Rom zu kommen, wo er sich dem Papst zu Füßen geworfen habe. Mit dessen Erlaubnis warb er Männer für seinen Kreuzzug an, die er gegen das byzantinische Durazzo warf. Krankheit und die Dauer der Belagerung, der Widerstand der Venezianer und Byzantiner, die beginnende Auflösung seines Heeres zwangen ihn, mit Alexios Frieden zu schließen. 1112 starb er mitten in den Vorbereitungen für einen neuen Kreuzzug in Tarent. Auf Ersuchen König Balduins hingegen sandten die Venezianer „1104“ eine ‚Flotte von 100 Segeln‘, die vor Jaffa siegreich kämpfte und Sidon mitgewann. Doch ‚während die Waffen der Republik in Palästina triumphierten‘ und immer größere Wirtschaftsvorteile erlangten, kam es in der Lagune zu großem Unglück. Ein Scirocco brachte eine solche Schwüle („afa“), dass Mensch und Tier kraftlos wurden, sie reagierten wie in Erwartung von einer Art „grande fenomeno elettrico“, wie Romanin schreibt. Aus dem Meer entstieg ein Geruch, wie von starken ‚Elektrophoren‘, unter den Wellen hörte man ein ‚dumpfes Muhen‘ („cupo muggito“), die Vögel schrillten und schwirrten im Kreis, die Aale sprangen aus dem Wasser, nach Romanin alles Anzeichen eines bevorstehenden Unwetters. Mit weiteren, höchst poetischen Worten beschreibt der Autor die dröhnenden Blitze, den Regen, die Flut: ‚die Imaginationskraft reiche kaum aus, sich diesen Schrecken vorzustellen‘, so viel Zerstörung, Hunger, Zerstörung von Prosperität. Das alte Malamocco sei mitsamt seiner Insel untergegangen. Mit einem Dekret des Dogen vom 10. April 1110 sei dessen Bistum nach Chioggia verlegt worden. Doch die Liebe der Einwohner habe dafür gesorgt, dass ein neues, besser geschütztes Malamocco errichtet worden sei (S. 23 f.). Doch damit nicht genug, brannte vom Haus der „Zen a’ Santi Apostolo“ ausgehend, die aus Holzhäusern bestehende Stadt ‚in wenigen Stunden‘ nieder. Dann führt der Autor eine Liste der zerstörten Kirchen auf. Nur der Dogenpalast und San Marco erwiesen sich als ‚immun gegen die Flammen‘. Aus dieser Katastrophe und der Abwesenheit der Flotte habe der Ungarnkönig seinen Vorteil gezogen. Im Schutz von 14 Galeeren gelangte der Patriarch von Grado als Gesandter nach Konstantinopel, zugleich wurde die Flotte, die den Kaiser gegen Bohemund schützen sollte, zurückkommandiert. Sie brachte die Reliquien des hl. Stephanus mit, der Doge selbst brachte sie, um die sich alle Kirchen der Stadt rissen, vom Schiff auf sein Boot – Romanin führt als Beleg eine Inschrift in Cicognas Delle Inscrizioni Veneziane auf, jedoch mit fehlerhaften Angaben. Schließlich gelangten sie nach San Giorgio Maggiore. Als weiterer Faktor, der die ‚Bestrafung‘ des ungarischen Königs verhinderte, erwiesen sich die Kämpfe auf dem oberitalienischen Festland, wo die Kommunen immer selbstständiger wurden, allen voran Mailand. Immerhin konnte Kaiser Heinrich V. den Grenzstreit zwischen Padua und Venedig schlichten (20. Mai 1111). Als Heinrich 1116 die Güter der Mathilde von Tuszien einziehen wollte, plante er auch einen Besuch in Venedig. Er wohnte im Dogenpalast, besuchte zahlreiche Kirchen, von denen er viele mit Privilegien ausstattete. Dies geschah „IV idus Martii in regno Veneciarum in palacio ducis anno ab incarnatione Domini MCXVI, indictione VIII presenti Ordelaphus Dei gratia Venetiae Dux et Henricus Welphonis Ducis frater“, wie Romanin nach Muratori zitiert (S. 28 und Anm. 1). Der Nachfolger des inzwischen gestorbenen Ungarnkönigs musste nun die dalmatischen Städte wieder abtreten. Doch musste Venedig bald eine zweite Flotte unter Führung des Dogen ausschicken, dieser nahm die Unterwerfung („sommissione“) von Arbe entgegen. In einer Schlacht bei Zara warf sich der Doge ins Gefecht, feuerte die anderen an und ‚starb als Held‘ („cadde da eroe“). Die Armee zog sich ungeordnet nach Zara zurück, wo man um den Dogen trauerte, „che al paro di Pietro Candiano I era morto combattendo per la patria“. Er sei also, wie im Jahr 887 Pietro I. Candiano ‚für das Vaterland kämpfend‘ gestorben. Als bedeutendste Überreste seiner Herrschaft betrachtet Romanin die Pala d’oro, die Ordelafo Falier nach seiner Auffassung in Konstantinopel bestellt, und das Arsenal (S. 31–34), mit dessen Bau er begonnen habe. Die Pala sei allerdings auch Pietro Orseolo zugeschrieben worden, doch weist der Autor dies zurück (S. 29 f.).
In vielerlei Hinsicht anders argumentiert Heinrich Kretschmayr 1905 im ersten Band seiner dreibändigen Geschichte von Venedig. Er rechnete schon die Zeit des Dogen Vitale Michiel zur Phase, die er als „Großmachtstellung“ bezeichnet. Nach ihm wurde „Ordelafo Falieri (Ordelaf Faledro, Dezember? 1101 – Frühjahr? 1118“) zum Dogen gewählt. Dabei sieht Kretschmayr auf dem Festland drei Konfliktherde. Zum einen sei das Kloster S. Ilario von Bischof „Gotpul von Treviso verwüstet“ worden, zum zweiten habe sich Padua „durch venezianische Regulierungsarbeiten an der Brenta nicht mit Unrecht beeinträchtigt“ gefühlt, schließlich seien sowohl Ravenna als auch Ferrara in Konflikt mit Venedig geraten. Verona hingegen schloss „einen Hilfs- und Handelsvertrag mit Venedig ab.“ Im Oktober kam es zum offenen Konflikt mit Padua, der zu „einer regelrechten Flussschlacht an der unteren Brenta – angeblich bei Bebbe in der südlichen Lagune – “ führte, „wobei die Venezianer siegreich blieben und 507 Gefangene gemacht haben sollen.“ Ob diesen Konflikt ein „Machtwort“ des Kaisers beendete, „lässt sich nicht beweisen“, wie Kretschmayr einschränkt (S. 221). Am 20. Mai 1111 wurde jedenfalls das Paktum erneuert, einschließlich der Bestimmung, dass es bei der seit 30 Jahren bestehenden Grenze bleiben solle. – In einem eigenen Absatz widmet sich Kretschmayr den Naturkatastrophen, wobei Malamocco bei ihm 1110 durch „eine große Springflut“ zerstört worden sein mag, S. Cipriano wurde 1108 nach Murano verlegt, das Bistum am 11. April 1110 nach Chioggia. Malamocco wurde an die Lagunenseite der Insel verlegt, während Alt Malamocco an der Adriaseite aufgegeben wurde. Im „Januar und April 1105 oder 1106“ zerstörten verheerende Stadtbrände erhebliche Teile der Stadt, am 3. Januar 1117 ein neues Erdbeben. „So wird verständlich, wenn Venedig den ungarischen Vorstoss nach Dalmatien fast widerstandslos geschehen lassen musste“ (S. 222). „Sein Vorgänger hatte die Hafeneinfahrt von S. Nicolò neu befestigen lassen (1101); Ordelafo ist der Gründer des venezianischen Arsenals (1104).“ Derweil, so versicherte nach Kretschmayr schon Enrico Dandolo, habe der Doge zehn Jahre über Dalmatien nachgedacht. 1112 ging Patriarch Johannes Gradenigo zu Kaiser Alexios, doch schob dieser die Bündnisfrage zur Rückeroberung Dalmatiens auf, wie Kretschmayr meint: „es sieht ihm ähnlich“. Auch glaubte man, Kaiser Heinrich sei ebenfalls auf Venedigs Seite, wenn auch Kretschmayr keinerlei Truppen des Kaisers erwähnt. In Ungarn starb im Februar 1114 „Kolomann“. Ihm folgte der dreijährige Stephan II. auf den Thron. Die Flotte in Konstantinopel wurde zurückgerufen und nahm, „wie das nun der Zug der Zeit ist“, „die Reliquien des Erzmärtyrers Stephanus räuberisch mit sich fort.“ Im August 1115 begann der erste der zahlreichen Kriege zwischen Ungarn und Venedig. Noch im selben Monat fiel Zara, im Juni 1116 „die dortige Burg, dazu Belgrado (Zara vecchia)“, dann folgten Spalato, Traù und „das für uneinnehmbar gehaltene Sebenico“. Alexios unterstützte Venedig zwar nicht militärisch, ebenso wenig wie Heinrich, doch letzterer erschien im März 1116 in Venedig, „wohl um von dort aus den Unionsbestrebungen der römischen Kirche in Byzanz entgegenzuarbeiten“. Vielleicht, so der Autor, förderte er auch die folgende Heerfahrt nach Dalmatien, die im Frühjahr 1118 begann. Nach der Unterstellung Arbes unterlagen die Venezianer vor Zara und der Doge starb, bei Kretschmayr allerdings ohne Beschreibung der näheren Umstände. Von seinem Grab sei ebenso wenig etwas übriggeblieben, wie von dem seines Vorgängers. Zwar konnte sein Nachfolger einen raschen Friedensschluss erzielen, doch bald blieben nur Zara und vielleicht die Inseln des Quarnero bei Venedig (spätestens 1124).

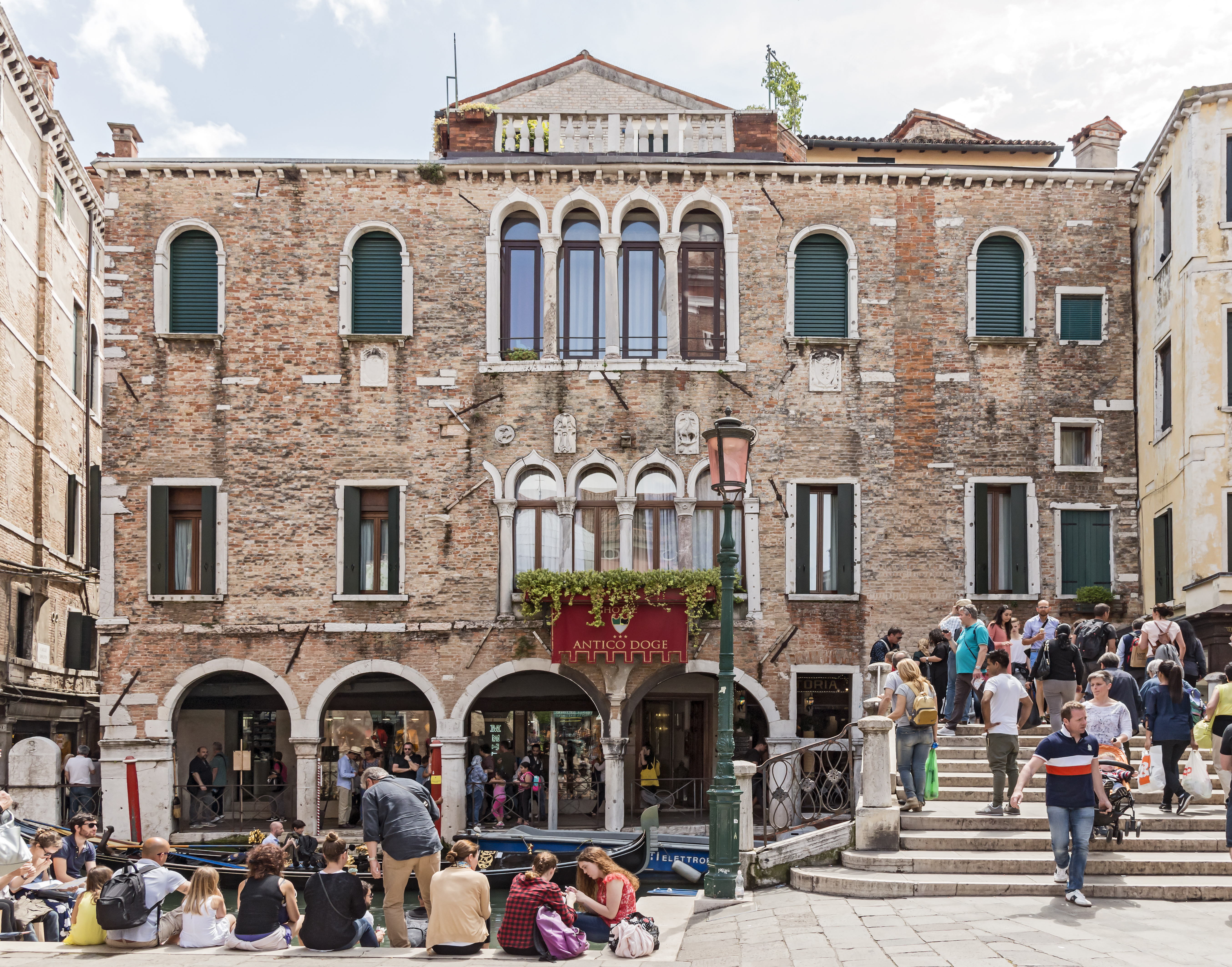
Im Palazzo Falier in Cannaregio lebte der Doge Marino Falier, der 1355 hingerichtet wurde.

Für John Julius Norwich in seiner stark vereinfachenden und den historiographischen Diskurs weitgehend ignorierenden History of Venice, die zwischen 1977 und 2011 mehrfach aufgelegt wurde, ist Ordelafo „a faintly mysterious figure“. Niemand habe sich mit Erfolg die Mühe gemacht, zu erklären, wie es zu seinem für Venedig einmaligen Taufnamen kam, und auch sonst sei über die Zeit vor seiner Wahl praktisch nichts bekannt. Immerhin habe ein Porträt von ihm in kaiserlichem Ornat überlebt, nämlich als Teil der Pala d’oro im Markusdom. Im Januar 1106 verbanden sich alle, erst jüngst in ihrem Zusammenwirken verstandenen Naturphänomene, zur besagten Katastrophe, auch wenn Norwich die sonstigen, von den Chronisten geschilderten Phänomene aussondert – darunter eine ganz außergewöhnliche Hitze, die Mensch und Tier niedergestreckt habe, Geräusche aus dem Grund der Lagune, Fische, die in Panik aus dem Wasser gesprungen seien, auch Meteoriten. Dennoch: Es überlebte kein Haus Malamoccos, der alten Hauptstadt und Verteidigerin gegen die Invasion König Pippins, und noch im 18. Jahrhundert konnte man auf dem Grund der Lagune die verstreuten Reste von Kirchen und Häusern erkennen. Auf der Westseite dieser Insel entstand ein neues Malamocco. Auch nennt der Autor die Feuer, die 24 Kirchen der Stadt verschlangen. Die Gewalt dieser Feuer könne man daran erkennen, dass mindestens eines den Canal Grande, angefeuert durch starken Wind, übersprang. Daher wurde der Gebrauch von Holz im Hausbau „discouraged“. Die Kirchen wurden mit den als altinelle bekannten Ziegeln wieder aufgebaut sowie dem sogenannten istrischen Marmor. Diese Katastrophen ließen erst 1109 eine erneute Beteiligung am Kreuzzug zu. Wenn Venedig verhindern wollte, dass es von Pisa, das sein Versprechen von vor zehn Jahren offenbar ad acta gelegt hatte, sich nicht in den Levantehandel einzumischen, aber auch von Genua gänzlich aus dem Handel verdrängt würde, musste sich sputen. Daher brach eine Flotte von 100 Schiffen im Sommer auf, um im Oktober im Heiligen Land anzukommen, wo Balduin gerade Sidon belagerte. Diese Belagerung endete, dank der venezianischen Unterstützung am 4. Oktober mit der Eroberung der Stadt. „Surprisingly“ erhielt Venedig jedoch nicht dort Privilegien, sondern in „Acre“, bei dessen Eroberung sechs Jahre zuvor Venedig überhaupt keine Rolle gespielt habe. Bei seiner Rückkehr nach Venedig trug der Doge auf seinen eigenen Schultern die besagten Reliquien, „after heated argument beween several rival churches all well aware of its potential value in terms of pilgrim traffic, deposited it in the monastery church of S. Giorgio Maggiore“. Von da an führte der Doge für die nächsten sieben Jahrhunderte eine Fackelprozession. Der dauerhafteste Beitrag des Dogen sei jedoch das Arsenal gewesen. Norwich nimmt an, dass beide Kaiser bei der Rückeroberung Dalmatiens Hilfe geleistet hätten. Am Ende starb Ordelafo ‚unter den Mauern von Zara‘.

### Erzählende Quellen
- Ester Pastorello (Hrsg.): Andrea Dandolo, Chronica per extensum descripta aa. 460–1280 d.C., (=Rerum Italicarum Scriptores XII,1), Nicola Zanichelli, Bologna 1938, S. 224–231. (Digitalisat, S. 230 f.)
- Henry Simonsfeld (Hrsg.): Annales Venetici breves, in: Monumenta Germaniae Historica, Scriptores, XIV, hrsg. v. G. Waitz, Hannover 1883, S. 70 f. (Digitalisat)
- Roberto Cessi (Hrsg.): Origo civitatum Italiae seu Venetiarum (Chronicon Altinate et Chronicon Gradense) (=Fonti per la storia d’Italia, LXXIII), Rom 1933, S. 120.
- Roberto Cessi, Fanny Bennato (Hrsg.): Venetiarum historia vulgo Petro Iustiniano Iustiniani filio adiudicata, Venedig 1964, S. 88, 90ff.
- Luigi Andrea Berto (Hrsg.) Historia ducum Venetorum (Testi storici veneziani: XI–XIII secolo), Padua 1999.
- Henry Simonsfeld (Hrsg.): Historia ducum Veneticorum (=Monumenta Germaniae Historica. Scriptores in Folio, 14), Hannover 1883, S. 72–89, hier: S. 73. (Digitalisat der Edition)
- Marino Sanudo: Le vite dei dogi, hrsg. von Giovanni Monticolo, (= Rerum Italicarum Scriptores XXII,4), 2. Aufl., S. 168–180.

### Rechtsetzende Quellen
- Gottlieb Lukas Friedrich Tafel, Georg Martin Thomas (Hrsg.): Urkunden zur älteren Handels- und Staatsgeschichte der Republik Venedig, Wien 1856, in: Fontes Rerum Austriacarum, Abt. II. Diplomataria et Acta, 3 Bde., Bd. 1: 814–1205, Wien 1856, n. XXXII–XXXV, S. 67–76.
- Flaminio Corner: Ecclesiae venetae antiquis monumentis nunc etiam primum editis illustratae ac in decades distributae, Bd. V, Venedig 1749, S. 107 f.
- Luigi Lanfranchi (Hrsg.): S. Giorgio Maggiore, Bd. II, Venedig 1968, n. 110 f.
- Andrea Gloria (Hrsg.): Codice diplomatico padovano dal secolo sesto a tutto l’undicesimo, Bd. I, Padua 1877, n. 78.
- Ludwig Weiland (Hrsg.): MGH, Legum sectio IV, Constitutiones, I, Hannover 1893, S. 152–156.
- Luigi Lanfranchi, Bianca Strina (Hrsg.): Ss. Ilario e Benedetto e S. Gregorio, Venedig 1965, S. XXII f.
- Urkunde vom September 1112: 3.1: I luoghi della Zecca. Vendita da parte del doge Ordelaffo Falier di un terreno a San Bartolomeo dove un tempo si batteva moneta, in: Andrea Pelizza (Hrsg.): I secoli di Venezia. Dai documenti dell’Archivio di Stato. Mostra documentaria per i 1600 anni dalla fondazione della città 21 novembre 2021–28 febbraio 2022, Edizioni Ca’ Foscari, Venedig 2022, S. 42 (mit Abbildung, darin heißt es: „ubi antiquitus usque modo nuper nostra fuit et laborabatur moneta, sicut est sita in confinio Sancti Bartholome“). (online, PDF)